# Centrais telefônicas na cidade de São Paulo
Relação das centrais telefônicas implantadas na área de São Paulo (que inclui Guarulhos e Osasco), desde a instalação dos primeiros telefones no século XIX até a atualidade.

## Início da telefonia em São Paulo
O primeiro anúncio de venda de telefone em São Paulo apareceu na edição de 18 de agosto de 1878 do jornal A Província de S. Paulo, onde o equipamento era oferecido por Leon Rodde, que se apresentava aos paulistas como introdutor dos “tímpanos elétricos” e do "teléfono" na América do Sul.
Nesse dia ele e seu amigo Morris Kohn fizeram as demonstrações e a primeira ligação telefônica da cidade, de forma experimental. Rodde era sócio da loja “O Grande Mágico” na cidade do Rio de Janeiro, especializada em aparelhos elétricos e novidades, na qual em 1877 instalara a linha telefônica pioneira do País.
Mas o início da telefonia em São Paulo deu-se no dia 7 de janeiro de 1884, quando foram ativados os primeiros 22 telefones pela empresa Companhia Telégrafos Urbanos (Ferdinand Rodde & Co.), além do pouco mais de uma dezena de telefones instalados pela empresa Álvares, Pereira & Cia., encampada dias depois pela primeira.

## As primeiras centrais telefônicas
A primeira central telefônica de São Paulo era do tipo manual e funcionava no escritório da Companhia Telégrafos Urbanos, na Rua Direita nº 33 - Largo da Sé. Em março de 1885 a central, que contava com 495 telefones, foi colocada à venda junto com os direitos à ela referentes.
A central foi então adquirida pela Companhia União Telefônica do Brasil, que pouco tempo depois mudou-se para um escritório maior, situado na Rua Santa Tereza nº 4, e para onde foi transferida a central telefônica em 1890.
Em 1891 os serviços foram novamente transferidos, desta vez para a Companhia Telefônica do Estado de São Paulo, com contrato aprovado pela Câmara Municipal em 1900, mas não detendo exclusividade na concessão. Por isso, anos depois também passou a operar na cidade a Companhia Rede Telefônica Bragantina, com central instalada na Rua Álvares Penteado nº 38, mas essa empresa não obteve o mesmo êxito da Companhia Telefônica do Estado de São Paulo na capital.
Como o serviço de telefonia se popularizava, logo foi preciso um local mais amplo que acomodasse adequadamente a central telefônica da Companhia Telefônica do Estado de São Paulo, que inaugurou em 1897 um novo edifício na Rua Benjamin Constant, números 44 e 46 (atuais 174 e 182) para a central.
No mesmo local foi instalada em fins de 1911 e inaugurada em janeiro de 1912 a primeira grande central telefônica de São Paulo, com cinco mil terminais, fabricada pela Kellogg Switchboard and Supply Company, substituindo a anterior. Nessa época, como não havia cabos subterrâneos, os fios telefônicos irradiavam em todas as direções, partindo de uma cúpula instalada na torre que ficava nos fundos do edifício da central telefônica.
No final de 1916 a cidade de São Paulo já possuía cinco centrais telefônicas (Central, Brás, Bom Retiro, Cambuci e Água Branca), quando foi inaugurada na rua Sete de Abril n° 65 (atual 295) a central telefônica Cidade, todas ainda manuais. 
Nesse mesmo ano as empresas telefônicas que operavam na cidade passaram a ser administradas pela empresa canadense Brazilian Traction Light and Power Co. Ltd. através da Rio de Janeiro & São Paulo Telephone Company, que já havia sido autorizada a funcionar em fevereiro de 1915, à qual foram incorporadas definitivamente em 1919.
Em janeiro de 1923 a Rio de Janeiro & São Paulo Telephone Company mudou de nome para Brazilian Telephone Company, e em novembro de 1923 foi autorizada a continuar operando no país, facultada a tradução do nome para o português como Companhia Telefônica Brasileira (CTB).
Evolução do sistema telefônico na cidade de São Paulo até 1926: 
- 1885 - 495 telefones
- 1898 - 750 telefones
- 1906 - 1.337 telefones
- 1910 - 3.335 telefones
- 1914 - 6.785 telefones[15]
- 1920 - 14.000 telefones
- 1926 - 22.740 telefones[22]

Até então os telefones da capital, todos manuais, eram identificados pelo nome das centrais telefônicas (Central, Brás, Cambuci, Água Branca, Cidade, Avenida, Santana e Osasco), seguido do número do assinante.

## CTB (1928-1947)
Na noite de 7 de janeiro de 1928 a CTB procedeu à primeira mudança de números telefônicos da cidade, na qual os números das quatro principais centrais passaram a ser antecedidos por um algarismo (prefixo) que identificava a central telefônica onde estavam instalados, utilizando assim um sistema de numeração com cinco algarismos.
Assim Central passou a ser estação "2", Cidade passou a ser estação "4", Avenida passou a ser estação "7" e Brás passou a ser estação "9". Essa mudança foi necessária para possibilitar a entrada do sistema automático poucos meses depois. Na época os jornais publicaram seus anúncios com as duas formas de numeração telefônica (a anterior e a nova) para a população se acostumar com os novos números.

### Centrais"passo-a-passo"
A primeira central telefônica automática da cidade de São Paulo foi inaugurada em 14 de julho de 1928. Era a estação "5", com 5 mil terminais de tecnologia eletromecânica "passo-a-passo" (Strowger) fabricada pela Automatic Electric Company.
Foi instalada no centro telefônico Palmeiras, cuja construção teve início em 1920 com o objetivo inicial de abrigar mais uma central manual, mas as obras foram paralisadas, sendo retomadas somente em 1926 já para abrigar a nova central automática.
A central passou a atender as regiões da Avenida Angélica, Vila Buarque, Palmeiras, Santa Cecília, Perdizes, Água Branca, Barra Funda, Campos Elíseos e Bom Retiro, além de outros bairros da Zona Oeste da capital. Em janeiro de 1948 o prefixo dela foi alterado de "5" para “51”, em janeiro de 1975 foi novamente alterado para “66”, e por fim em outubro de 1997 alterado para “3666”.

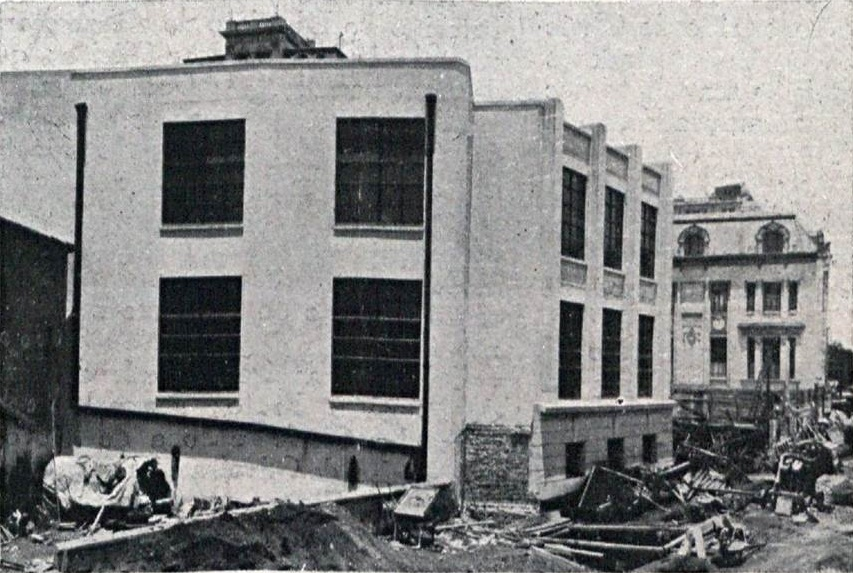
Prédio onde foi instalada a estação automática "2", com a rua Senador Paulo Egídio ainda sendo aberta.

Já a segunda central telefônica automática de São Paulo foi ativada em 14 de novembro de 1929. Era a estação "2", com 7,5 mil terminais, na época a maior da Companhia Telefônica Brasileira e do Brasil, que foi ampliada com mais 2,5 mil terminais no ano seguinte.
Ela substituiu a central manual inaugurada em 1912 pela Companhia Telefônica do Estado de São Paulo. Para isso foi construído um prédio com frente para a rua Senador Paulo Egídio (antiga rua Cristóvão Colombo, que na época ainda estava sendo aberta), e fundos para o prédio da rua Benjamin Constant, que logo após foi demolido para dar lugar a um novo prédio. Ambos os prédios, interligados pelos fundos, são utilizados até os dias atuais.

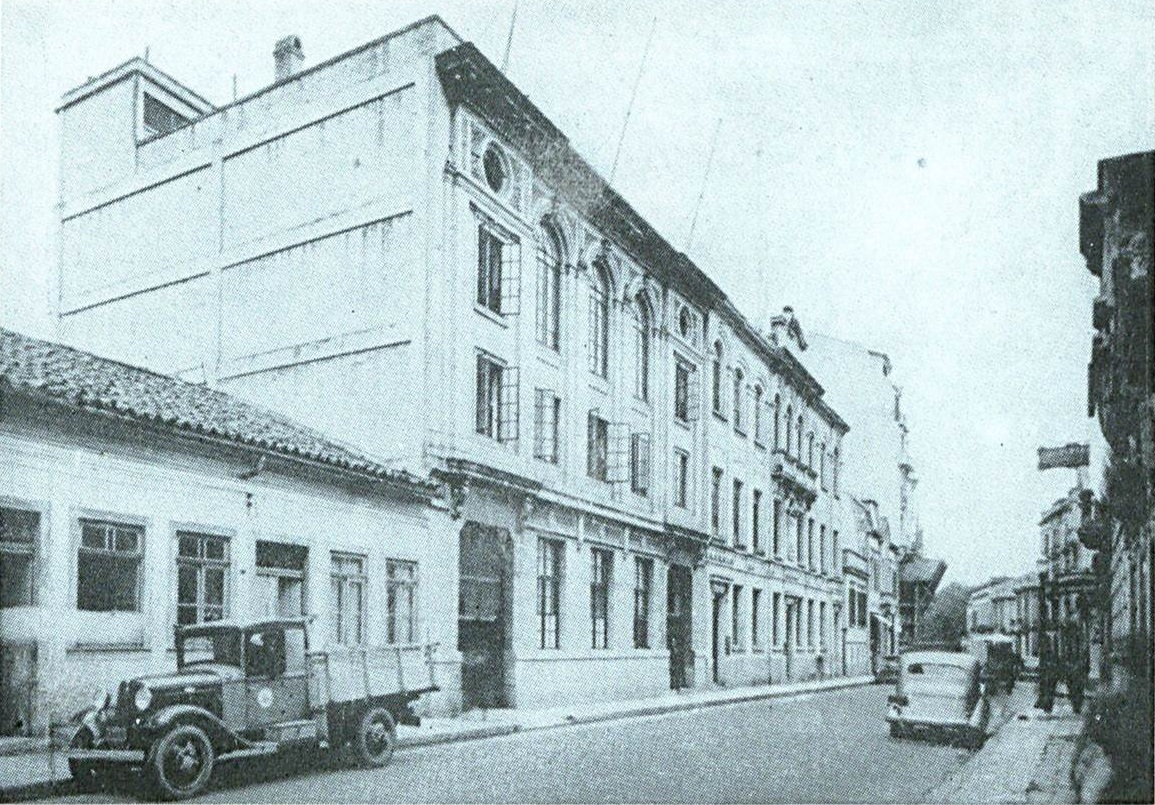
Prédio da antiga estação Cidade na rua Sete de Abril (1926).

Em 1939 foi desativada a central telefônica Cidade, inaugurada em 1916 na rua Sete de Abril, onde ao lado foi construído um novo prédio chamado Edifício Sete de Abril, um imóvel em estilo art déco projetado por Ramos de Azevedo em parceria com Severo & Villares no consagrado Escritório Técnico Ramos de Azevedo, inaugurado em 24 de setembro de 1938 para ser a nova sede da Diretoria de Operação São Paulo (DOSP) da CTB, e também onde funcionou a estação interurbana (IU) da capital por muitos anos.

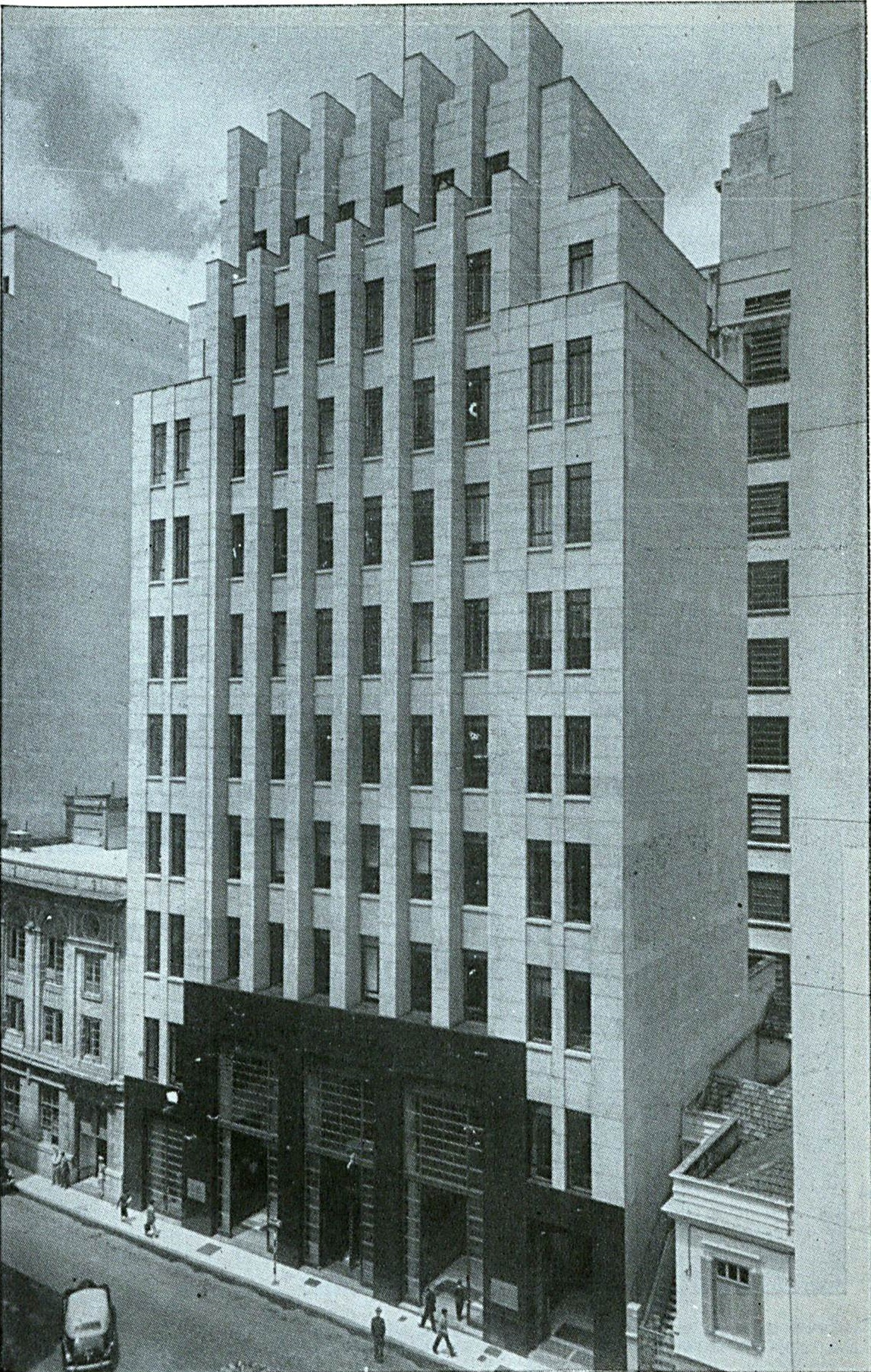
Fachada do Edifício Sete de Abril (c.1939).

Os dois prédios, que formam o chamado Complexo Sete de Abril, continuaram sendo utilizados pela Telecomunicações de São Paulo (TELESP) e pela Telefônica/Vivo como centro de atendimento aos assinantes. Atualmente o complexo é o segundo na cidade de São Paulo a receber o alvará para realizar um retrofit dentro das normas da lei do programa Requalifica Centro. Após ficar mais de uma década fechado, o empreendimento será reinaugurado com o nome de "Basílio 177", como um condomínio de apartamentos com uma galeria aberta de lojas e restaurantes.
Assim até o final da década de 1930 todas as centrais telefônicas da capital já eram automáticas, exceto a central Avenida, que nunca foi automatizada.
| Centro telefônico | 1914 | 1929  | 1935 | Estação | Observações |
| ----------------- | ---- | ----- | ---- | ------- | --- |
| Central           | 5920 | 7860  | 9143 | "2"     | Primeira central manual de São Paulo, substituída em 1912, automatizada em 1929, teve o prefixo alterado para "32" em 1951                                  |
| Brás              | 500  | 3600  | 3140 | "9"     | Inaugurada em 1910, substituída em 1918, desativada provisoriamente em 1938, automatizada em 1944, teve o prefixo alterado para "93" em 1961                |
| Bom Retiro        | 200  | -     | -    |         | Desativada pela Rio de Janeiro & São Paulo Telephone Co. |
| Cambuci           | 100  | 220   | 284  |         | Automatizada como "3-0" em 1935 e transferida para satélite Ipiranga, que foi desativada em 1955                                                            |
| Água Branca       | 65   | 200   | 423  |         | Automatizada como "5-0" em 1931 e transferida para satélite Lapa, que foi desativada em 1968                                                                |
| Cidade            | -    | 10000 | 6697 | "4"     | Inaugurada em 1916, automatizada e transferida para Benjamin Constant em 1939, teve o prefixo alterado para "34" em 1951                                    |
| Avenida           | -    | 6300  | 8520 | "7"     | Inaugurada em 1920, teve o prefixo alterado para "31" em 1951 mas ainda com equipamento manual, foi desativada em 1969                                      |
| Santana           | -    | 220   | 310  |         | Inaugurada em 1921, automatizada como "3-8" em 1938 e transferida para satélite Santana, foi desativada em 1968                                             |
| Osasco            | -    | 60    | 47   |         | Automatizada como "48" em 1963, quando já era operada pela Cotespa na cidade de Osasco                                                                      |
| Palmeiras         | -    | 6000  | 5613 | "5"     | Primeira central automática de São Paulo, inaugurada em 1928, teve o prefixo alterado para "51" em 1948                                                     |
| Santo Amaro       | -    | -     | 229  |         | Inaugurada em 1919, incorporada na cidade de São Paulo em 1935, automatizada como "61" em 1953 e transferida para novo prédio                               |
| Penha             | -    | -     | 165  |         | Inaugurada em 1931, automatizada como "3-9" em 1938 e transferida para satélite Tatuapé, teve o prefixo alterado para "9-0" em 1944, foi desativada em 1968 |
| Jardins           | -    | -     | -    | "8"     | Central automática inaugurada em 1936, teve o prefixo alterado para "81" em 1966                                                                            |
| Central           | -    | -     | -    | "3"     | Central automática inaugurada em 1938, teve o prefixo alterado para "33" em 1951                                                                            |
| Central           | -    | -     | -    | "6"     | Central automática inaugurada em 1946, teve o prefixo alterado para "36" em 1951                                                                            |

## CTB (1948-1966)
Após a inauguração da estação "6" todos os prefixos de um algarismo já haviam sido utilizados, e os aumentos realizados no equipamento das estações existentes esgotaram a capacidade do sistema de numeração com cinco algarismos, tornando-se necessário iniciar o sistema de seis algarismos para ampliar a rede telefônica de São Paulo.
Por isso em janeiro de 1948 a CTB inicia a utilização de prefixos de dois algarismos na cidade, no centro telefônico Palmeiras (alteração de estação "5" para estação "51").
- fevereiro de 1948 - inaugurada Palmeiras (estação "52")[58][59]
- janeiro de 1951 - inauguradas Vila Mariana (estação "70") e (estação "7", alterada para "71" em 1966),[60][61][62] alterado o prefixo de Avenida (de estação "7" para estação "31"), e alterados todos os prefixos de Benjamin Constant[63]
- junho de 1951 - inaugurada Benjamin Constant (estação "35")[54][64][65]
- agosto de 1952 - inaugurada Jardins (estação "80")[66][67][68]
- maio de 1953 - inaugurada Benjamin Constant (estação "37")[69]
- setembro de 1953 - automatizada Santo Amaro (estação "61" - substituindo a manual Santo Amaro)[70][71][72]
- abril de 1955 - inaugurada Ipiranga (estação "63" - substituindo a automática "3-0" satélite Ipiranga)[73][74]
- março de 1956 - inaugurada Itaquera (manual)[75][76][77]
- abril de 1956 - inaugurada São Miguel Paulista (manual)[78][79][80]
- maio de 1956 - inaugurada Guaianases (manual)[81][82]
- setembro de 1956 - inaugurada Perdizes (estação "62")[83][84][85][86][87]
- junho de 1960 - inaugurada Perdizes (estação "65")[88][89][90]
- janeiro de 1961 - alterado o prefixo de Brás (de estação "9" para estação "93")[91]
- fevereiro de 1961 - inaugurada Brás (estação "92")[92][93][94]

Relação das centrais telefônicas existentes na cidade de São Paulo em fevereiro de 1966:
- Avenida (31), Benjamin Constant (32, 33, 34, 35, 36 e 37), satélite Santana (3-8), Palmeiras (51 e 52), satélite Lapa (5-0), Santo Amaro (61), Perdizes (62 e 65), Ipiranga (63), Vila Mariana (7 e 70), Jardins (8 e 80), Brás (92 e 93), satélite Tatuapé (9-0), Guaianases, Itaquera e São Miguel Paulista (manuais)

## Nova CTB (1966-1973)
São Paulo possuía cerca de 180 mil telefones quando, em novembro de 1965, a CTB deu início ao primeiro grande plano de expansão para recuperar a deficiência telefônica de São Paulo.
Entre 1966 e 1970 foram instalados, em duas etapas, um total de 205,7 mil terminais telefônicos, através da ampliação das centrais "passo-a-passo" com equipamento ATE - Telefones Automáticos do Brasil, e da instalação de novas centrais "barras-cruzadas" ARF (Ericsson) preparadas para o sistema DDD.
Como parte do plano de expansão foram alterados em setembro de 1966 os prefixos das centrais Vila Mariana (de estação "7" para estação "71") e Jardins (de estação "8" para estação "81"), e finalizada a ampliação das centrais "passo-a-passo" Ipiranga (estação "63") em março de 1966, Vila Mariana (estações "70" e "71") em outubro de 1966, Santo Amaro (estação "61") em abril de 1967, Brás (estação "93") em maio de 1967, e Perdizes (estação "65") em setembro de 1967.

### Centrais“barras-cruzadas”
A partir de 1967 teve início na capital a implantação das mais modernas centrais automáticas da época, do tipo “barras-cruzadas” (Crossbar), que foram utilizadas até a digitalização completa da rede nos anos 2000.
A primeira central crossbar inaugurada foi Jardins (estação “282") em março de 1967, sendo esta a primeira vez em que se utilizou prefixo com três algarismos no Brasil. Depois foram inauguradas Campo Belo (estação “267”) em junho de 1967, e Benjamin Constant (estação “239”) em dezembro de 1967.

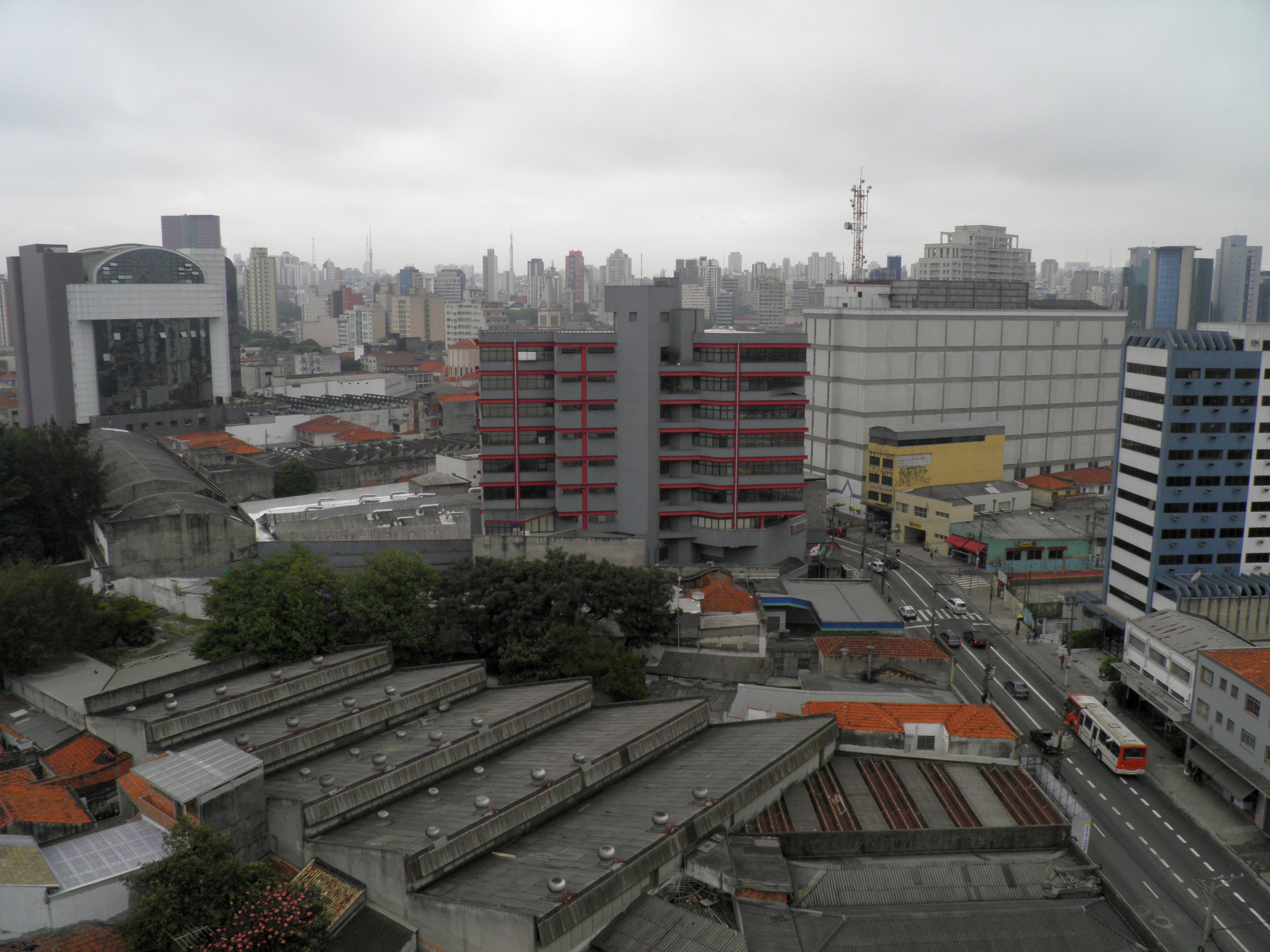
Em primeiro plano à direita o centro telefônico Pinheiros, na rua Butantã.

Foram implantados 16 novos centros telefônicos entre 1968 e 1970, com a construção de novos prédios e a aquisição de alguns já existentes, nos quais foram feitas adaptações:
Na primeira etapa foram inaugurados os centros Santa Ifigênia em abril de 1968, Santana em julho de 1968 (desativando a central satélite Santana), Lapa em agosto de 1968 (desativando a central satélite Lapa), Penha em agosto de 1968 (desativando a central satélite Tatuapé), Jabaquara em novembro de 1968, Anhangabaú em janeiro de 1969, Consolação em março de 1969, Casa Verde em maio de 1969, Liberdade em junho de 1969, e Paraíso em junho de 1969.
Na segunda etapa foram inaugurados os centros telefônicos Santo Amaro em agosto de 1969 (sendo que o centro telefônico inaugurado em 1953 passou a ser chamado Campo Belo), Pinheiros em outubro de 1969, São Miguel Paulista, Itaquera, Guaianases e Ermelino Matarazzo, todos em agosto de 1970.
Até 1969 telefones manuais ainda operavam na cidade. Eram do centro telefônico Avenida, localizado na rua Martiniano de Carvalho, que com sete mil terminais da estação “31” atendiam as regiões do Paraíso, partes da Aclimação e do Cambuci e a Avenida Paulista. Essa central havia sido instalada em 1920 e recebeu em 1928 o prefixo “7”, com o qual permaneceu até 1951, quando o prefixo foi alterado para "31". Foram substituídos por telefones automáticos das centrais crossbar instaladas em Liberdade (1,5 mil terminais da estação “278”) e Paraíso (5,5 mil terminais da estação “287”). O antigo prédio da central foi demolido e no seu lugar foi construída a sede da Telesp.
Em regiões mais afastadas do município perduraram até 1970 os telefones manuais, que operavam desde 1956 nos distritos de São Miguel Paulista, Itaquera e Guaianases, no extremo da Zona Leste. Esses distritos não formavam ainda um contínuo urbano com o restante da cidade, sendo necessária a assistência da telefonista de interurbanos para as chamadas feitas a partir dos outros bairros de São Paulo. Foram substituídos por telefones automáticos das centrais crossbar instaladas em São Miguel Paulista (passou de 300 pra 620 terminais com o milhar “0” do prefixo “297”), Itaquera (passou de 200 para 410 terminais com o milhar “6” do prefixo “297”), Guaianases (passou de 110 para 210 terminais com o milhar “8” do prefixo “297”) e Ermelino Matarazzo (210 terminais telefônicos com o milhar “4” do prefixo “297”, pois não dispunha ainda de serviços de telefonia).
Convém salientar que houve planos para em 1969 serem instalados 250 telefones em Jaraguá, que operariam com o milhar 9 do prefixo "260", mas o baixo poder aquisitivo da população local inviabilizou a comercialização dessas linhas.
O plano de expansão foi finalizado em setembro de 1970 com a inauguração da central telefônica Brás (estação “292”), sendo instaladas um total de 30 novas centrais automáticas em 22 diferentes centros telefônicos.
No segundo semestre de 1969 foi inaugurado o sistema de Discagem Direta à Distância (DDD) de entrada de São Paulo, em todas as centrais da cidade.

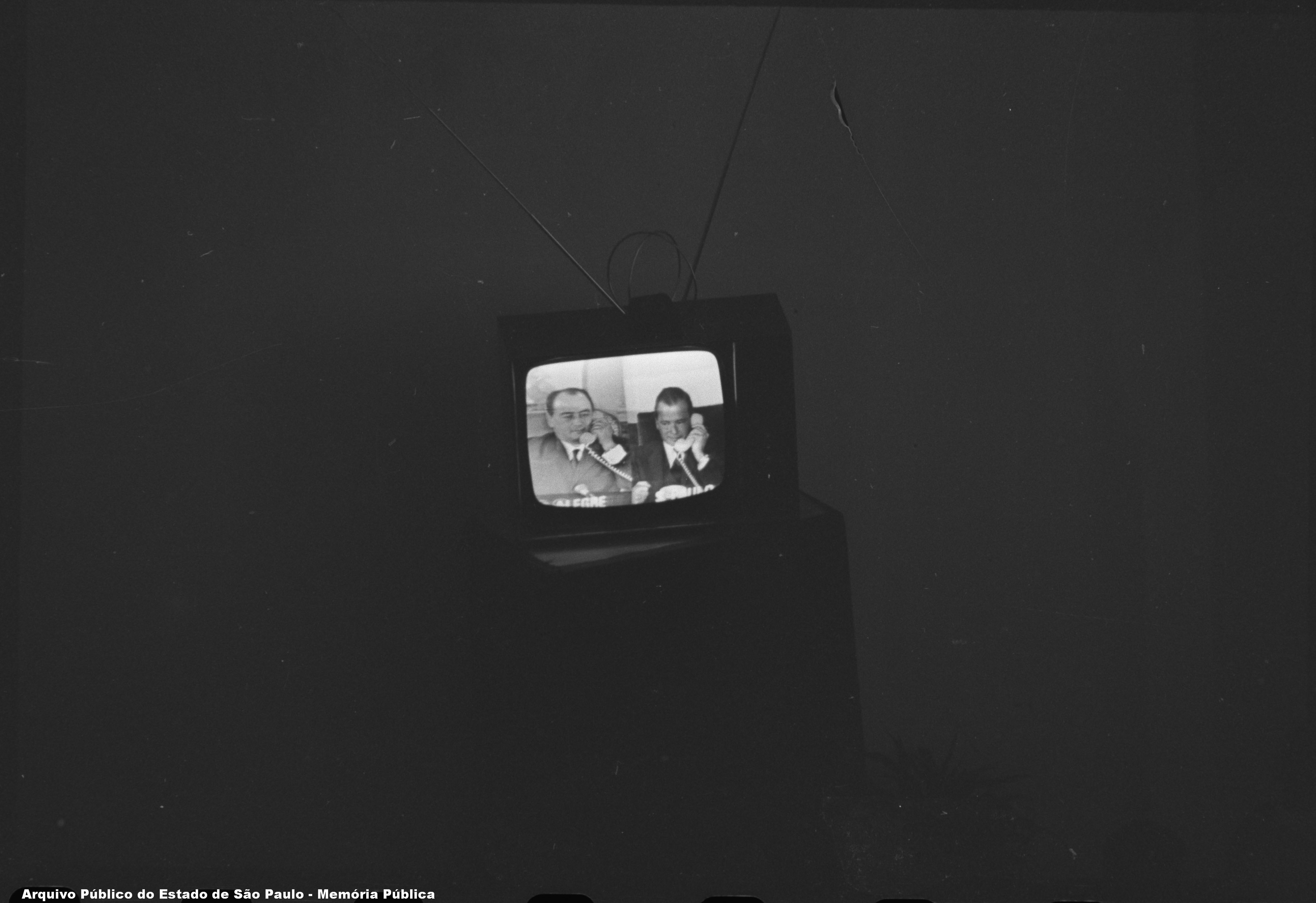
Inauguração do sistema DDD de São Paulo com transmissão ao vivo pela TV Tupi (1970).

Em maio de 1970 foi implantado o sistema DDD de saída nas centrais barras-cruzadas (com prefixos de três algarismos) que tinham sido inauguradas recentemente na cidade, entre 1967 e 1970. Sua inauguração oficial foi em julho de 1970, com transmição ao vivo para o país pela TV Tupi.
E em 1971 o sistema DDD de saída foi implantado gradativamente nas centrais passo-a-passo (com prefixos de dois algarismos), as mais antigas da cidade e que precisavam de adaptação dos equipamentos:  
- Benjamin Constant (estações "32" a "37" )[144] em março de 1971
- Campo Belo (estação "61")[145] e Ipiranga (estação "63")[146] em abril de 1971
- Perdizes (estações "62" e "65"),[147] Vila Mariana (estações "70" e "71"),[148] Jardins (estações "80" e "81")[149] e Brás (estações "92" e "93")[150] em maio de 1971
- Palmeiras (estações "51" e "52")[151] em agosto de 1971

Em 1971 o Ministério das Comunicações aprovou o plano de um milhão de telefones (P1M) nas áreas atendidas pela CTB, meta prioritária do Governo Federal no setor de telecomunicações, dos quais 355 mil terminais telefônicos destinados para a capital paulista, para serem instalados até 1975.
Com o plano atualizado em 1972 foram contratados 375 mil terminais:
O início do plano em São Paulo foi através do contrato assinado em maio de 1971 para a aquisição de 48,3 mil terminais destinados as novas centrais Campo Belo (estação "264", instalada como "241"), Guarani (estação "271"), Paraíso (estação "289"), Penha (estação "296"), Pinheiros (estação "285", instalada como "210") e Santo Amaro (estação "268", instalada como "246").
Na sequência um novo contrato foi firmado em abril de 1972 para a aquisição de mais 80 mil terminais, para ampliação de 19 centrais existentes. Em 1972 foram instalados os primeiros 6,6 mil terminais do plano, com a ampliação das centrais Jabaquara (estação "276"), Paraíso (estação "288"), Pinheiros (estação "286") e São Miguel Paulista (estação "297-0"). Até maio de 1973 a CTB ainda ativou terminais na cidade de São Paulo.
Foram iniciadas a construção do centro telefônico Guarani, e foram projetados os centros telefônicos Jaguaré, Tremembé e Vila Gustavo, todos eles inaugurados pela Telesp.

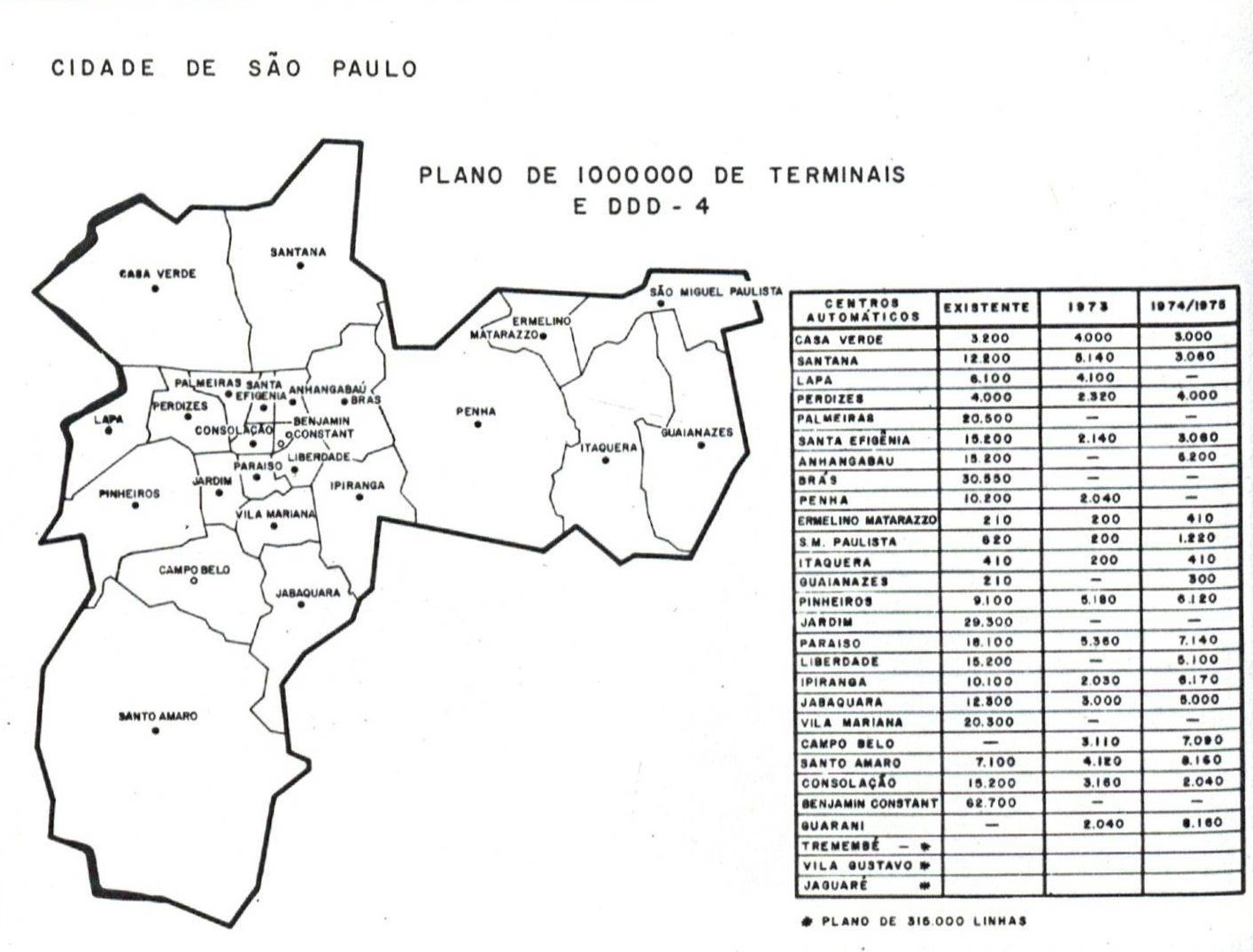
Centros telefônicos na cidade de São Paulo (1972).

| Centro telefônico             | Estação                                                                 | Central       | Term. inst. |
| ----------------------------- | ----------------------------------------------------------------------- | ------------- | ----------- |
| Santa Ifigênia                | - 220 (1968) - 221 (1969)                                               | crossbar ARF  | 15200       |
| Anhangabaú                    | - 227 (1969) - 228 (1970)                                               | crossbar ARF  | 15200       |
| Benjamin Constant (1º prédio) | - 32 (1929) - 33 (1938) - 34 (1939) - 35 (1951) - 36 (1946) - 37 (1953) | passo à passo | 58700       |
| Benjamin Constant (1º prédio) | - 239 (1967)                                                            | crossbar ARF  | 4000        |
| Palmeiras (1º prédio)         | - 51 (1928) - 52 (1948)                                                 | passo à passo | 20500       |
| Consolação                    | - 256 (1969) - 257 (1970)                                               | crossbar ARF  | 18360       |
| Lapa                          | - 260 (1968)                                                            | crossbar ARF  | 10200       |
| Campo Belo (1º prédio)        | - 61 (1953)                                                             | passo à passo | 10150       |
| Perdizes (1º prédio)          | - 62 (1956) - 65 (1960)                                                 | passo à passo | 20100       |
| Perdizes (1º prédio)          | - 262 (1969)                                                            | crossbar ARF  | 6320        |
| Ipiranga (1º prédio)          | - 63 (1955)                                                             | passo à passo | 10250       |
| Casa Verde                    | - 266 (1969)                                                            | crossbar ARF  | 7200        |
| Campo Belo (1º prédio)        | - 267 (1967) - 241 (1973)                                               | crossbar ARF  | 13210       |
| Santo Amaro                   | - 269 (1969) - 246 (1973)                                               | crossbar ARF  | 11140       |
| Vila Mariana (1º prédio)      | - 70 (1951) - 71 (1951)                                                 | passo à passo | 20100       |
| Guarani                       | - 271 (1973)                                                            | crossbar ARF  | 2040        |
| Ipiranga (1º prédio)          | - 273 (1969) - 274 (1969)                                               | crossbar ARF  | 14130       |
| Jabaquara                     | - 275 (1968) - 276 (1969)                                               | crossbar ARF  | 15300       |
| Liberdade                     | - 278 (1969) - 279 (1970)                                               | crossbar ARF  | 15200       |
| Jardins (1º prédio)           | - 80 (1952) - 81 (1936)                                                 | passo à passo | 19200       |
| Jardins (1º prédio)           | - 282 (1967)                                                            | crossbar ARF  | 10100       |
| Pinheiros                     | - 286 (1969) - 210 (1973)                                               | crossbar ARF  | 14280       |
| Paraíso                       | - 287 (1969) - 288 (1969) - 289 (1973)                                  | crossbar ARF  | 23360       |
| Brás (1º prédio)              | - 92 (1961) - 93 (1944)                                                 | passo à passo | 20450       |
| Brás (1º prédio)              | - 292 (1970)                                                            | crossbar ARF  | 10100       |
| Penha                         | - 295 (1968) - 296 (1973)                                               | crossbar ARF  | 12240       |
| São Miguel Paulista           | - 297-0 (1970)                                                          | crossbar ARF  | 820         |
| Ermelino Matarazzo            | - 297-4 (1970)                                                          | crossbar ARF  | 410         |
| Itaquera                      | - 297-6 (1970)                                                          | crossbar ARF  | 610         |
| Guaianases                    | - 297-8 (1970)                                                          | crossbar ARF  | 210         |
| Santana                       | - 298 (1968) - 299 (1969)                                               | crossbar ARF  | 17340       |

## Telesp (1973-1989)
Em abril de 1973 é criada a Telecomunicações de São Paulo (TELESP). No mês seguinte a CTB faz a transferência de todo o seu acervo no estado para esta empresa.
Quando passou a ser atendida pela Telesp a cidade de São Paulo era servida por 48 centrais automáticas instaladas em 24 centros telefônicos. Logo após foi assinado o primeiro contrato para ampliação da rede telefônica da capital, e a Telesp já deu inicio a um novo plano de expansão.
Ao assumir as operações, a Telesp já inaugura as novas centrais telefônicas do plano de um milhão de telefones (P1M), sendo elas Campo Belo (estação "241"), Guarani (estação "271"), Paraíso (estação "289"), Penha (estação "296") e Pinheiros (estação "210").

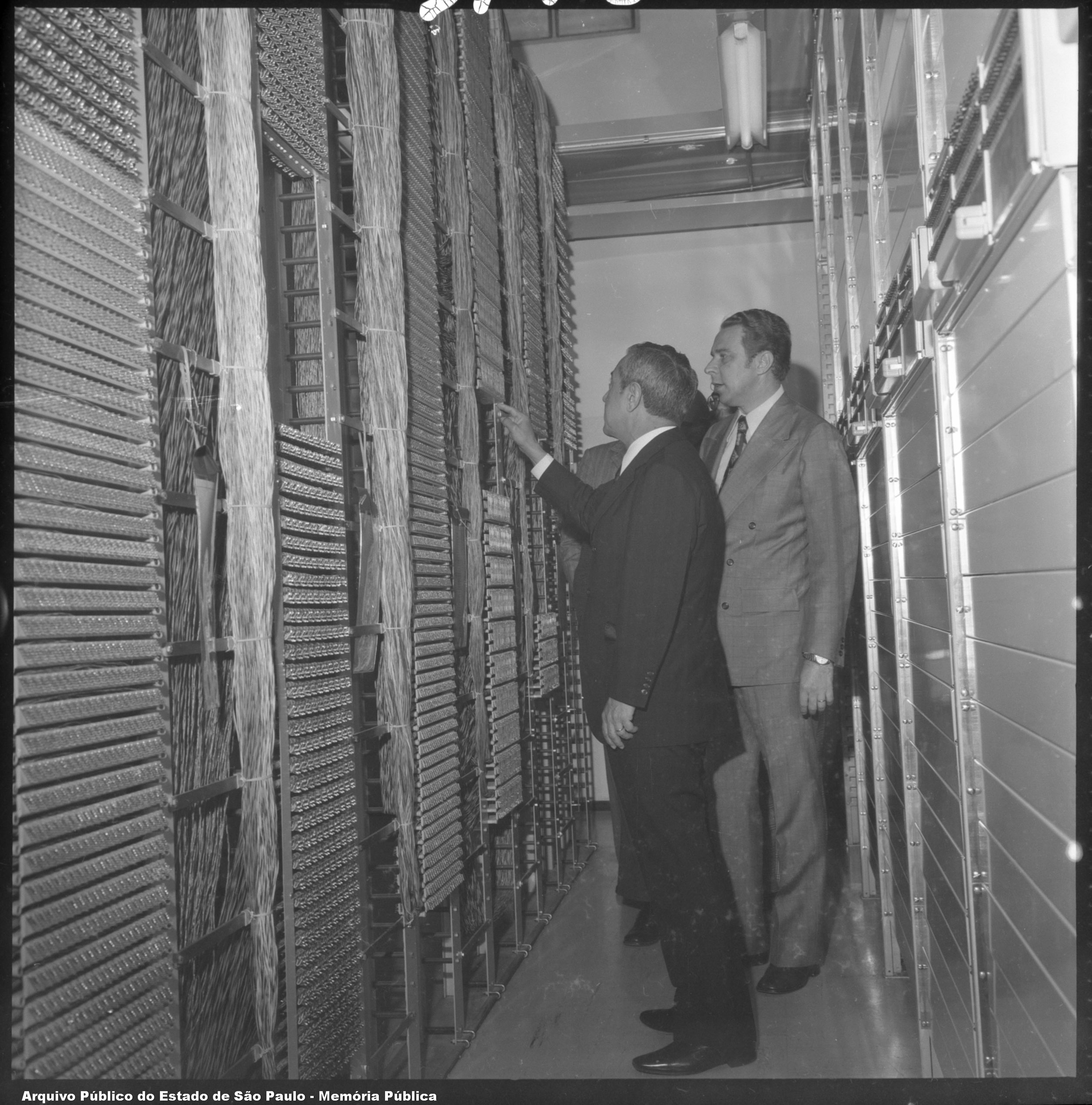
Central crossbar instalada no centro telefônico Campo Belo (1974).

A Telesp deu prosseguimento, sem solução de continuidade, às obras em andamento iniciadas pela CTB, sendo o centro telefônico Guarani (inaugurado em 1973) e os centros telefônicos projetados Jaguaré, Tremembé e Vila Gustavo (inaugurados entre os anos de 1977 e 1978).
A cidade de Guarulhos é integrada à área de São Paulo em 1974, e por isso suas centrais telefônicas passam a seguir a sequência de numeração da capital. No entanto, o sistema DDD só foi instalado na cidade em 1975, após a conclusão das obras da nova central telefônica.
Nesse período a Telesp fez um corte de área no centro de Benjamin Constant e desativou a estação "33", para melhorar o tráfego telefônico nessa área crítica da capital. Outra área com muitos problemas que foram resolvidos era o centro de Jardins, onde foram substituídas as estações "80" e "81" pelas estações "852" e "853" respectivamente. sendo a estação "81" desligada e desmontada, e a estação "80" foi reaproveitada, sendo reativada em 1977 como estação "64".

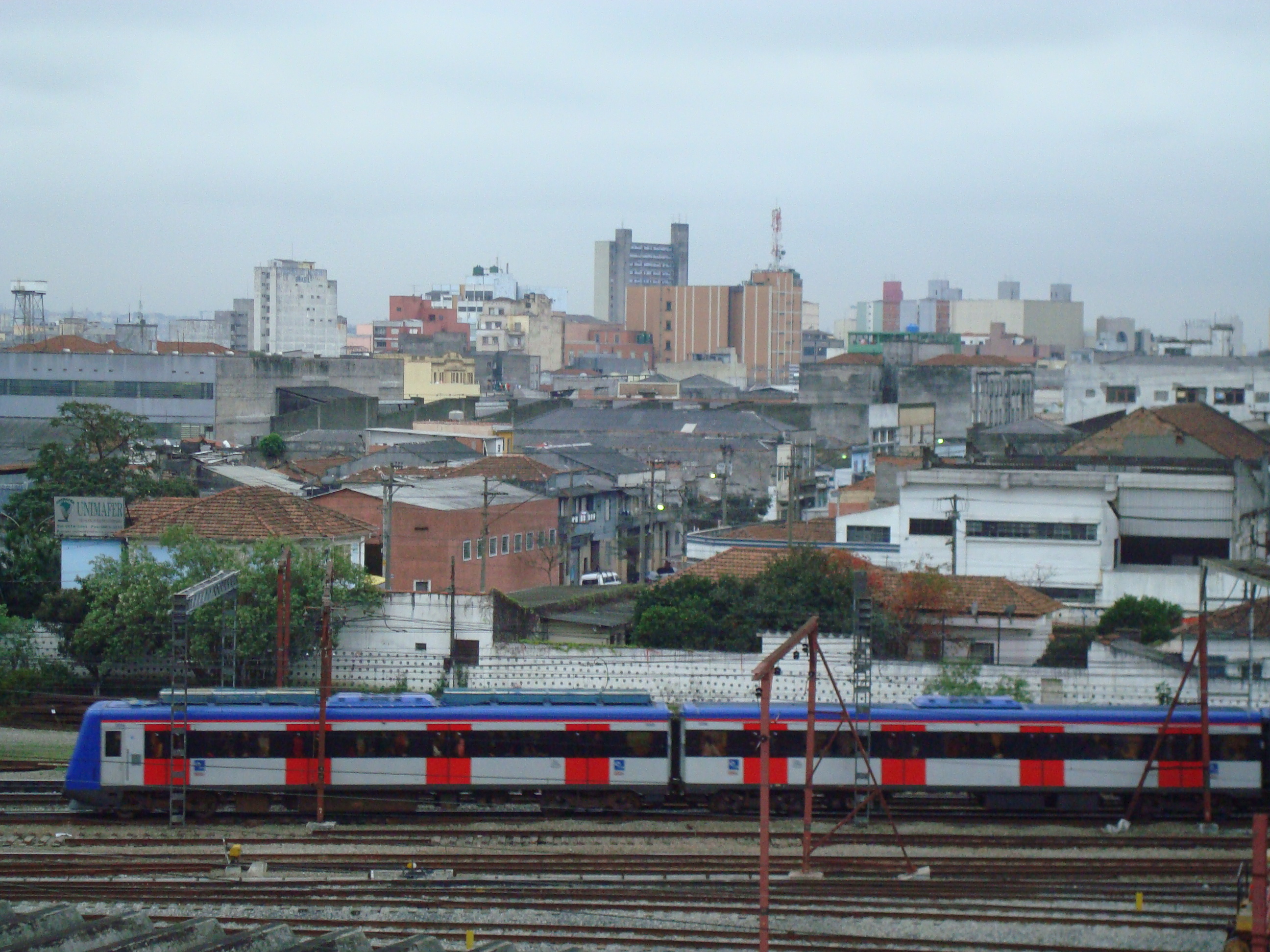
Ao fundo o 2º prédio do centro telefônico Brás.

Através de planejamento próprio, inaugurou novos centros telefônicos, sendo os primeiros Parelheiros (inaugurado em 1978) e Ceagesp (inaugurado em 1981), além de ampliar os prédios dos centros telefônicos inaugurados pela CTB entre 1968 e 1970, e construir prédios anexos aos centros telefônicos mais antigos (Benjamin Constant, Brás, Campo Belo, Guarulhos, Ipiranga, Jardins, Palmeiras, Perdizes e Vila Mariana), sempre utilizando como equipamento as centrais crossbar.
No ano de 1979 a cidade de Osasco é integrada na área de São Paulo. O novo prédio da central telefônica foi inaugurado em 1977 (estação "478"), sendo alterado para estação "801" quando houve a integração, ao mesmo tempo em que foi inaugurada a segunda central telefônica (estação "802"), passando a seguir a sequência de numeração da capital até 1986, quando houve nova alteração nos prefixos.

### Centrais"CPA"
Em dezembro de 1977 foi inaugurada de forma experimental a primeira central telefônica digital do país (as chamadas CPA - centrais controladas por programa armazenado). Foi utilizado equipamento da série PRX (Philips), e a central foi instalada na Vila Mariana (prefixo “544”).
Mas foi outra tecnologia digital, da série AXE-10 (Ericsson), que foi implantada em definitivo, com a primeira central inaugurada também na Vila Mariana (prefixo “572”) em abril de 1982, iniciando de forma gradual a implantação de centrais digitais em São Paulo.
No mesmo ano foram inauguradas mais duas CPAs, nos centros telefônicos Guarani (prefixo "918") em setembro de 1982, e Lapa (prefixo "832") em dezembro de 1982, e no ano seguinte mais seis CPAs são inauguradas, nos centros telefônicos Jabaquara (prefixo "579") em março de 1983, Ipiranga (prefixo "914") em maio de 1983, Casa Verde (prefixo "858") e Penha (prefixo "941") em novembro de 1983, Campo Belo (prefixo "533") e Osasco (prefixo "803") em dezembro de 1983.
Em 1984 foram inaugurados os centros telefônicos Americanópolis, Campo Limpo, Cumbica, Ibirapuera, Jaraguá, Morumbi, São Mateus e Vila Esperança somente com centrais digitais. Até esse ano já haviam sido instaladas na área da capital 26 CPAs com cerca de 200 mil terminais.
Nos anos seguintes foram inaugurados os centros telefônicos Anhanguera e Nova Parelheiros (1985), Freguesia do Ó (1986), Anchieta, Guarapiranga e Vila Prudente (1987), Dutra (1988), Cidade Vargas e Itaim Bibi (1989).
Já as "áreas mudas” no município ainda perduraram por alguns anos após a Telecomunicações de São Paulo (TELESP) assumir as operações. Parelheiros só em 1978 passou a contar com serviço telefônico (1.000 terminais com o milhar 9 do prefixo “246”, alterado para “520” em 1979), Jaraguá em 1984 (4.000 terminais digitais com o prefixo “841") e Nova Parelheiros em 1985 (1.000 terminais com o milhar 8 do prefixo “520”).
No final da década de 80 havia na cidade de São Paulo 45 centros telefônicos instalados.
| Centro telefônico             | Central telefônica                                          | Central telefônica                     | Central telefônica                                                            | Central telefônica                                  |
| Centro telefônico             | CTB (passo à passo)                                         | CTB (barras cruzadas)                  | Telesp (barras cruzadas)                                                      | Telesp (centrais digitais)                          |
| ----------------------------- | ----------------------------------------------------------- | -------------------------------------- | ----------------------------------------------------------------------------- | --------------------------------------------------- |
| Americanópolis                |                                                             |                                        |                                                                               | - 562 (1984) - 565 (1986) - 563 (1989)              |
| Anchieta                      |                                                             |                                        |                                                                               | - 946 (1987) - 947 (1987)                           |
| Anhangabaú                    |                                                             | - 227 (1969) - 228 (1970)              | - 229 (1976) - 230 (1980)                                                     |                                                     |
| Anhanguera                    |                                                             |                                        |                                                                               | - 834 (1985)                                        |
| Benjamin Constant (1º prédio) | - 32 (1929) - 34 (1939) - 36 (1946) - 35 (1951) - 37 (1953) | - 239 (1967)                           |                                                                               |                                                     |
| Brás (1º prédio)              | - 93 (1944) - 92 (1961)                                     | - 292 (1970)                           |                                                                               |                                                     |
| Brás (2º prédio)              |                                                             |                                        | - 291 (1976) - 264 (1978) - 948 (1983)                                        |                                                     |
| Campo Belo (1º prédio)        | - 61 (1953)                                                 | - 240 (1967) - 241 (1973)              |                                                                               |                                                     |
| Campo Belo (2º prédio)        |                                                             |                                        | - 543 (1975) - 542 (1976) - 531 (1978) - 532 (1979)                           | - 533 (1983) - 530 (1985) - 535 (1987)              |
| Campo Limpo                   |                                                             |                                        |                                                                               | - 511 (1984) - 512 (1987)                           |
| Casa Verde                    |                                                             | - 266 (1969)                           | - 265 (1976) - 857 (1979)                                                     | - 858 (1983) - 856 (1987)                           |
| Ceagesp (desativado)          |                                                             |                                        | - 859 (1981)                                                                  |                                                     |
| Cidade Vargas                 |                                                             |                                        |                                                                               | - 588 (1989)                                        |
| Consolação                    |                                                             | - 256 (1969) - 257 (1970)              | - 258 (1975) - 259 (1976) - 231 (1978) - 255 (1979) - 234 (1980) - 235 (1980) |                                                     |
| Dutra                         |                                                             |                                        |                                                                               | - 967 (1988)                                        |
| Ermelino Matarazzo            |                                                             | - 206 (1970)                           |                                                                               | - 943 (1984)                                        |
| Freguesia do Ó                |                                                             |                                        |                                                                               | - 875 (1986) - 876 (1988)                           |
| Guaianases                    |                                                             | - 207 (1970)                           |                                                                               |                                                     |
| Guarani                       |                                                             | - 271 (1973)                           | - 216 (1978)                                                                  | - 918 (1982) - 910 (1984)                           |
| Guarapiranga                  |                                                             |                                        |                                                                               | - 514 (1987)                                        |
| GRU - Guarulhos (2º prédio)   |                                                             |                                        | - 209 (1974) - 208 (1979) - 913 (1982)                                        | - 940 (1984) - 964 (1987)                           |
| GRU - Cumbica                 |                                                             |                                        |                                                                               | - 912 (1984) - 945 (1985)                           |
| Ibirapuera                    |                                                             |                                        |                                                                               | - 884 (1984) - 885 (1986) - 887 (1986)              |
| Ipiranga (1º prédio)          | - 63 (1955)                                                 | - 273 (1969) - 274 (1969)              |                                                                               |                                                     |
| Ipiranga (2º prédio)          |                                                             |                                        | - 272 (1976) - 215 (1978)                                                     | - 914 (1983)                                        |
| Itaim Bibi                    |                                                             |                                        |                                                                               | - 820 (1989) - 829 (1989)                           |
| Itaquera                      |                                                             | - 205 (1970)                           |                                                                               | - 944 (1984)                                        |
| Jabaquara                     |                                                             | - 275 (1968) - 276 (1969)              | - 577 (1976) - 578 (1979)                                                     | - 579 (1983) - 581 (1986)                           |
| Jaguaré                       |                                                             |                                        | - 268 (1977) - 869 (1978)                                                     | - 819 (1988)                                        |
| Jaraguá                       |                                                             |                                        |                                                                               | - 841 (1984)                                        |
| Jardins (1º prédio)           | - 64 (1977)                                                 | - 282 (1967)                           |                                                                               |                                                     |
| Jardins (2º prédio)           |                                                             |                                        | - 280 (1976) - 852 (1976) - 853 (1976) - 881 (1976) - 883 (1980)              |                                                     |
| Lapa                          |                                                             | - 260 (1968)                           | - 261 (1975) - 831 (1978)                                                     | - 832 (1982) - 833 (1988)                           |
| Liberdade                     |                                                             | - 278 (1969) - 279 (1970)              | - 270 (1976) - 254 (1983)                                                     | - 277 (1984)                                        |
| Morumbi                       |                                                             |                                        | - 843 (1984)                                                                  | - 842 (1986) - 844 (1986)                           |
| Nova Parelheiros              |                                                             |                                        | - 520-8 (1985)                                                                |                                                     |
| OSS - Osasco (2º prédio)      |                                                             |                                        | - 801 (1977) - 802 (1979)                                                     | - 803 (1983) - 804 (1985)                           |
| Palmeiras (1º prédio)         | - 66 (1928) - 67 (1948)                                     |                                        |                                                                               |                                                     |
| Palmeiras (2º prédio)         |                                                             |                                        | - 825 (1975) - 826 (1976)                                                     |                                                     |
| Paraíso                       |                                                             | - 287 (1969) - 288 (1969) - 289 (1973) | - 285 (1975) - 284 (1976) - 283 (1979) - 251 (1980) - 252 (1980) - 286 (1980) |                                                     |
| Parelheiros                   |                                                             |                                        | - 520-1 (1978)                                                                |                                                     |
| Penha                         |                                                             | - 295 (1968) - 296 (1973)              | - 294 (1976) - 293 (1978) - 217 (1979)                                        | - 941 (1983)                                        |
| Perdizes (1º prédio)          | - 62 (1956) - 65 (1960)                                     | - 262 (1967)                           |                                                                               |                                                     |
| Perdizes (2º prédio)          |                                                             |                                        | - 263 (1975) - 864 (1978)                                                     | - 872 (1984) - 874 (1986) - 871 (1988)              |
| Pinheiros                     |                                                             | - 211 (1969) - 210 (1973)              | - 212 (1976) - 813 (1978) - 814 (1979) - 815 (1979)                           |                                                     |
| Santa Ifigênia                |                                                             | - 220 (1968) - 221 (1969)              | - 222 (1976) - 223 (1976)                                                     |                                                     |
| Santana                       |                                                             | - 298 (1968) - 299 (1969)              | - 290 (1976) - 267 (1978)                                                     | - 950 (1984) - 959 (1987)                           |
| Santo Amaro                   |                                                             | - 247 (1969) - 246 (1973)              | - 548 (1976) - 521 (1978) - 522 (1979) - 523 (1979) - 545 (1979)              | - 524 (1984)                                        |
| São Mateus                    |                                                             |                                        |                                                                               | - 919 (1984) - 962 (1987)                           |
| São Miguel Paulista           |                                                             | - 297 (1970)                           |                                                                               | - 956 (1987)                                        |
| Tremembé                      |                                                             |                                        | - 203 (1977) - 204 (1979)                                                     | - 952 (1988)                                        |
| Vila Esperança                |                                                             |                                        |                                                                               | - 957 (1984) - 958 (1986)                           |
| Vila Gustavo                  |                                                             |                                        | - 201 (1978) - 202 (1979)                                                     | - 949 (1984) - 951 (1988)                           |
| Vila Mariana (1º prédio)      | - 570 (1951) - 571 (1951)                                   |                                        |                                                                               |                                                     |
| Vila Mariana (2º prédio)      |                                                             |                                        | - 549 (1976)                                                                  | - 544 (1977) - 572 (1982) - 575 (1984) - 574 (1989) |
| Vila Prudente                 |                                                             |                                        |                                                                               | - 965 (1987) - 966 (1989)                           |

## Telesp (1990-1998)
Na década de 1990 a Telesp abriu três grandes planos de expansão na capital, nos anos de 1991, 1994 e 1996.
Para atender ao plano de expansão 1991 foram planejados 22 novos centros telefônicos, sendo os primeiros inaugurados em 1992: M'Boi Mirim (milhar 0 e 1 do prefixo "517"), Riviera (milhar 6 do prefixo "517"), Alvarenga (prefixo "560"), Monte Alegre (prefixo "810"), Morro Doce (milhar 6 do prefixo "836"), Perus (2.000 terminais digitais com o prefixo “847”), Nova Cachoeirinha (prefixo "850") e Vila Alpina (prefixo "917"), além de novas centrais em centros telefônicos já existentes.
No extremo sul do município outras expansões importantes ocorreram eliminando "áreas mudas”: Bororé em 1994 (2.000 terminais com os milhares 0 e 1 do prefixo “528”), Colônia em 1994 (200 terminais com o milhar 4 do prefixo “528”) e Marsilac em 1994 (300 terminais com o milhar 6 do prefixo “528”).
Merece destaque o fato de que moradores do Parque das Árvores, situado na divisa entre Cidade Dutra e Grajaú, organizaram-se para instalar uma pequena central telefônica condominial (500 terminais com o milhar 9 do prefixo "529") que por fim foi incorporada à rede da Telesp.
Para o plano de expansão de 1994 foram planejados mais alguns centros telefônicos, e os primeiros inaugurados foram Berrini (prefixo "505") e Jardim Bonfiglioli (prefixo "865"), ambos em 1995.
Até meados de 1995 eram utilizados para as centrais somente prefixos com três algarismos. Em 29 de julho de 1995 os telefones com prefixo “61” em Campo Belo foram substituídos por telefones digitais com o prefixo “5561”, sendo o primeiro prefixo com quatro algarismos no Brasil.
Então os prefixos foram sendo substituídos de forma gradativa na área da capital, utilizando-se as séries "3xxx", "5xxx" e "6xxx".
| Distr. | Centro telefônico    | Pref. atual     | Alt. | Pref. 1995        |
| ------ | -------------------- | --------------- | ---- | ----------------- |
| OW5    | Água Branca          | 3611            | 2000 | 861               |
| OW3    | Americanópolis       | 5562            | 1996 | 562               |
| OW3    | Americanópolis       | 5565            | 1996 | 565               |
| OW3    | Americanópolis       | 5563            | 1996 | 563               |
| OW3    | Americanópolis       | 5564            | 1996 | 564               |
| OW3    | Americanópolis       | 5567            | 1996 | 567               |
| OW3    | Americanópolis       | 5601            | 1998 | 801               |
| OW3    | Americanópolis       | 5602            | 1998 | 802               |
| OW3    | Americanópolis       | 5605            | 1998 | 895               |
| OW3    | Americanópolis       | 5606            | 1998 | 896               |
| OL3    | Anchieta             | 2946 (ant.6946) | 1997 | 946               |
| OL3    | Anchieta             | 2947 (ant.6947) | 1997 | 947               |
| OL3    | Anchieta             | 2969 (ant.6969) | 1997 | 969-1             |
| OL4    | Anhangabaú           | 3227            | 2004 | 227               |
| OL4    | Anhangabaú           | 3228            | 2004 | 228               |
| OL4    | Anhangabaú           | 3229            | 2004 | 229               |
| OL4    | Anhangabaú           | 3311            | 1999 | 230               |
| OL4    | Anhangabaú           | 3315            | 1999 | 225               |
| OW4    | Anhanguera           | 3904            | 1999 | 834               |
| OW4    | Anhanguera           | 3906            | 1999 | 836-1             |
| OL1    | Benjamin Constant    | 3242            | 2001 | 232 (ant.32)      |
| OL1    | Benjamin Constant    | 3104            | 1998 | 604 (ant.34)      |
| OL1    | Benjamin Constant    | 3106            | 1998 | 606 (ant.36)      |
| OL1    | Benjamin Constant    | 3105            | 1998 | 605 (ant.35)      |
| OL1    | Benjamin Constant    | 3107            | 1998 | 607 (ant.37)      |
| OL1    | Benjamin Constant    | 3241            | 2001 | 239               |
| OL1    | Benjamin Constant    | 3243            | 2001 | 233               |
| OL1    | Benjamin Constant    | 3247            | 2001 | 237               |
| OL1    | Benjamin Constant    | 3244            | 2001 | 244               |
| OL1    | Benjamin Constant    | 3248            | 2001 | 248               |
| OL1    | Benjamin Constant    | 3249            | 2001 | 249               |
| OL1    | Benjamin Constant    | 3115            | 1995 | 595               |
| OW2    | Berrini              | 5505            | 1996 | 505               |
| OW7    | Bororé               | 5528            | 2000 | 528-0             |
| OL4    | Brás                 | 2693 (ant.6693) | 1998 | 693 (ant.93)      |
| OL4    | Brás                 | 2692 (ant.6692) | 1998 | 692 (ant.92)      |
| OL4    | Brás                 | 2292 (ant.6292) | 2003 | 292               |
| OL4    | Brás                 | 2291 (ant.6291) | 2003 | 291               |
| OL4    | Brás                 | 2694 (ant.6694) | 1998 | 264               |
| OL4    | Brás                 | 2618 (ant.6618) | 2001 | 608 (ant.948)     |
| OW2    | Campo Belo           | 5561            | 1995 | 610               |
| OW2    | Campo Belo           | 5044            | 2001 | 240               |
| OW2    | Campo Belo           | 5041            | 2001 | 241               |
| OW2    | Campo Belo           | 5543            | 2001 | 543               |
| OW2    | Campo Belo           | 5542            | 2001 | 542               |
| OW2    | Campo Belo           | 5531            | 2001 | 531               |
| OW2    | Campo Belo           | 5532            | 2001 | 532               |
| OW2    | Campo Belo           | 5533            | 2001 | 533               |
| OW2    | Campo Belo           | 5093            | 2001 | 530               |
| OW2    | Campo Belo           | 5535            | 2001 | 535               |
| OW2    | Campo Belo           | 5534            | 2001 | 534               |
| OW2    | Campo Belo           | 5536            | 2001 | 536               |
| OW2    | Campo Belo           | 5538            | 2001 | 538               |
| OW7    | Campo Limpo          | 5511            | 1996 | 511               |
| OW7    | Campo Limpo          | 5512            | 1996 | 512               |
| OW7    | Campo Limpo          | 5510            | 1996 | 510               |
| OW7    | Campo Limpo          | 5513            | 1996 | 513-1             |
| OW7    | Capão Redondo        | 5873            | 1996 | 513-0             |
| OL2    | Casa Grande          | 2143 (ant.6103) | 1998 | 213               |
| OW5    | Casa Verde           | 3966            | 2000 | 266               |
| OW5    | Casa Verde           | 3965            | 2000 | 265               |
| OW5    | Casa Verde           | 3857            | 2000 | 857               |
| OW5    | Casa Verde           | 3858            | 2000 | 858               |
| OW5    | Casa Verde           | 3856            | 2000 | 856               |
| OW5    | Casa Verde           | 3855            | 2000 | 855               |
| OW3    | Cidade Vargas        | 5588            | 1996 | 588               |
| OW7    | Colônia              | 5978-4          | 2000 | 528-4             |
| OL1    | Consolação           | 3256            | 2002 | 256               |
| OL1    | Consolação           | 3257            | 2002 | 257               |
| OL1    | Consolação           | 3258            | 2002 | 258               |
| OL1    | Consolação           | 3259            | 2002 | 259               |
| OL1    | Consolação           | 3231            | 2002 | 231               |
| OL1    | Consolação           | 3255            | 2002 | 255               |
| OL1    | Consolação           | 3234            | 2002 | 234               |
| OL1    | Consolação           | 3235            | 2002 | 235               |
| OL1    | Consolação           | 3236            | 2002 | 236               |
| OL1    | Consolação           | 3214            | 2002 | 214               |
| OL1    | Consolação           | 3159            | 1995 | 569               |
| OL2    | Dutra                | 2967 (ant.6967) | 1997 | 967               |
| OL2    | Dutra                | 2954 (ant.6954) | 1997 | 954               |
| OL2    | Dutra                | 2955 (ant.6955) | 1997 | 955               |
| OL6    | Ermelino Matarazzo   | 2546 (ant.6546) | 2002 | 206               |
| OL6    | Ermelino Matarazzo   | 2943 (ant.6943) | 1997 | 943               |
| OW5    | Freguesia do Ó       | 3975            | 2000 | 875               |
| OW5    | Freguesia do Ó       | 3976            | 2000 | 876               |
| OW5    | Freguesia do Ó       | 3977            | 2000 | 877               |
| OW5    | Freguesia do Ó       | 3978            | 2000 | 878               |
| OL6    | Guaianases           | 2557 (ant.6557) | 2002 | 207               |
| OL2    | Guarani              | 2211 (ant.6211) | 2001 | 271               |
| OL2    | Guarani              | 2216 (ant.6216) | 2001 | 216               |
| OL2    | Guarani              | 2918 (ant.6918) | 1996 | 918               |
| OL2    | Guarani              | 2910 (ant.6910) | 1996 | 910               |
| OL2    | Guarani              | 2911 (ant.6911) | 1996 | 911               |
| OL2    | Guarani              | 2916 (ant.6916) | 1996 | 916               |
| OL2    | Guarani              | 2302 (ant.6102) | 1995 | 592               |
| OW7    | Guarapiranga         | 5514            | 1996 | 514               |
| OW7    | Guarapiranga         | 5515            | 1996 | 515               |
| OL6    | GRU - Guarulhos      | 2409 (ant.6409) | 2003 | 209               |
| OL6    | GRU - Guarulhos      | 2408 (ant.6408) | 2003 | 208               |
| OL6    | GRU - Guarulhos      | 2443 (ant.6443) | 2003 | 603 (ant.913)     |
| OL6    | GRU - Guarulhos      | 2440 (ant.6440) | 1997 | 940               |
| OL6    | GRU - Guarulhos      | 2464 (ant.6464) | 1997 | 964               |
| OL6    | GRU - Guarulhos      | 2461 (ant.6461) | 1997 | 961               |
| OL6    | GRU - Guarulhos      | 2468 (ant.6468) | 1997 | 968               |
| OL6    | GRU - Bonsucesso     | 2480 (ant.6480) | 1997 | 960-1             |
| OL6    | GRU - Cumbica        | 2412 (ant.6412) | 1997 | 912               |
| OL6    | GRU - Cumbica        | 2445 (ant.6445) | 1997 | 945-1             |
| OL6    | GRU - Cumbica        | 2465 (ant.6465) | 1997 | 945-7             |
| OL6    | GRU - Cumbica        | 2460 (ant.6460) | 1997 | 960-5             |
| OL6    | GRU - Cumbica        | 2487 (ant.6487) | 1998 | 687-1 (ant.997-1) |
| OL6    | GRU - Cumbica        | 2488 (ant.6488) | 1998 | 688 (ant.998)     |
| OL6    | GRU - Mesquita       | 2402 (ant.6402) | 1998 | 602               |
| OL6    | GRU - Nazaré         | 2467 (ant.6467) | 1998 | 687-5 (ant.997-5) |
| OL6    | GRU - Picanço        | 2455 (ant.6455) | 1998 | 685 (ant.995)     |
| OL6    | GRU - Ponte Grande   | 2421 (ant.6421) | 1998 | 601               |
| OW1    | Ibirapuera           | 3884            | 2000 | 884               |
| OW1    | Ibirapuera           | 3885            | 2000 | 885               |
| OW1    | Ibirapuera           | 3887            | 2000 | 887               |
| OW1    | Ibirapuera           | 3882            | 2000 | 882               |
| OW1    | Ibirapuera           | 3886            | 2000 | 886               |
| OW1    | Ibirapuera           | 3888            | 2000 | 888               |
| OW1    | Ibirapuera           | 3889            | 2000 | 889               |
| OL3    | Ipiranga             | 2063 (ant.6163) | 1997 | 630               |
| OL3    | Ipiranga             | 2273            | 2005 | 273               |
| OL3    | Ipiranga             | 2274            | 2005 | 274               |
| OL3    | Ipiranga             | 2272            | 2005 | 272               |
| OL3    | Ipiranga             | 2215 (ant.6215) | 2003 | 215               |
| OL3    | Ipiranga             | 2914 (ant.6914) | 1996 | 914               |
| OL3    | Ipiranga             | 2915 (ant.6915) | 1996 | 915               |
| OL3    | Ipiranga             | 2591 (ant.6591) | 2001 | 591               |
| OW2    | Itaim Bibi           | 3845            | 2000 | 820               |
| OW2    | Itaim Bibi           | 3849            | 2000 | 829               |
| OW2    | Itaim Bibi           | 3841            | 2000 | 821               |
| OW2    | Itaim Bibi           | 3842            | 2000 | 822               |
| OW2    | Itaim Bibi           | 3847            | 2000 | 827               |
| OW2    | Itaim Bibi           | 3848            | 2000 | 828               |
| OW2    | Itaim Bibi           | 3846            | 2000 | 866               |
| OW2    | Itaim Bibi           | 3043            | 1996 | 893               |
| OL6    | Itaim Paulista       | 2963 (ant.6963) | 1997 | 963               |
| OL6    | Itaquera             | 2205 (ant.6205) | 2002 | 205               |
| OL6    | Itaquera             | 2944 (ant.6944) | 1997 | 944               |
| OL6    | Itaquera             | 2286 (ant.6286) | 1998 | 686 (ant.996)     |
| OL6    | Itaquera             | 2079 (ant.6179) | 1995 | 879               |
| OW3    | Jabaquara            | 2275            | 2005 | 275               |
| OW3    | Jabaquara            | 2276            | 2005 | 276               |
| OW3    | Jabaquara            | 2577            | 2005 | 577               |
| OW3    | Jabaquara            | 2578            | 2005 | 578               |
| OW3    | Jabaquara            | 5589            | 1995 | 579               |
| OW3    | Jabaquara            | 5581            | 1995 | 581               |
| OW3    | Jabaquara            | 5582            | 1995 | 582               |
| OW3    | Jabaquara            | 5583            | 1995 | 583               |
| OW3    | Jabaquara            | 5584            | 1995 | 584               |
| OW3    | Jabaquara            | 5585            | 1995 | 585               |
| OW4    | Jaguaré              | 3768            | 2000 | 268               |
| OW4    | Jaguaré              | 3714            | 2000 | 869               |
| OW4    | Jaguaré              | 3719            | 2000 | 819               |
| OW4    | Jaguaré              | 3718            | 2000 | 868               |
| OW4    | Jaraguá              | 3941            | 2000 | 841               |
| OW4    | Jaraguá              | 3944            | 2000 | 840               |
| OW4    | Jardim Bonfiglioli   | 3735            | 2000 | 865               |
| OW2    | Jardins              | 3085            | 2000 | 853               |
| OW2    | Jardins              | 3062            | 2000 | 852               |
| OW2    | Jardins              | 3082            | 2000 | 282               |
| OW2    | Jardins              | 3088            | 2000 | 280               |
| OW2    | Jardins              | 3081            | 2000 | 881               |
| OW2    | Jardins              | 3064            | 1996 | 640               |
| OW2    | Jardins              | 3083            | 2000 | 883               |
| OW2    | Jardins              | 3061            | 1996 | 851               |
| OW2    | Jardins              | 3067            | 1996 | 897               |
| OW2    | Jardins              | 3068            | 1996 | 898               |
| OW4    | Lapa                 | 3834            | 2000 | 260               |
| OW4    | Lapa                 | 3836            | 2000 | 261               |
| OW4    | Lapa                 | 3831            | 2000 | 831               |
| OW4    | Lapa                 | 3832            | 2000 | 832               |
| OW4    | Lapa                 | 3833            | 2000 | 833               |
| OW4    | Lapa                 | 3835            | 2000 | 835-2             |
| OW4    | Lapa                 | 3837            | 2000 | 837               |
| OW4    | Lapa                 | 3838            | 2000 | 838               |
| OW4    | Lapa                 | 3839            | 2000 | 839               |
| OW4    | Lapa                 | 3643            | 2000 | 863               |
| OL3    | Liberdade            | 3208            | 2001 | 278               |
| OL3    | Liberdade            | 3209            | 2001 | 279               |
| OL3    | Liberdade            | 3207            | 2001 | 270               |
| OL3    | Liberdade            | 3277            | 1999 | 277               |
| OL3    | Liberdade            | 3274            | 1999 | 254               |
| OL3    | Liberdade            | 3272            | 1999 | 242               |
| OL3    | Liberdade            | 3273            | 1999 | 243               |
| OL3    | Liberdade            | 3203            | 1998 | 803               |
| OW7    | Marsilac             | 5978-6          | 2000 | 528-6             |
| OW7    | M'Boi Mirim          | 5517-0          | 1996 | 517-0             |
| OW4    | Monte Alegre         | 3782            | 2000 | 810               |
| OW4    | Morro Doce           | 3916            | 2000 | 836-6             |
| OW5    | Morro Grande         | 3974            | 1998 | 854               |
| OW4    | Morumbi              | 3743            | 1999 | 843               |
| OW4    | Morumbi              | 3742            | 1999 | 842               |
| OW4    | Morumbi              | 3744            | 1999 | 844               |
| OW4    | Morumbi              | 3745            | 1999 | 845               |
| OW4    | Morumbi              | 3746            | 1999 | 846               |
| OW4    | Morumbi              | 3749            | 1999 | 849               |
| OW5    | Nova Cachoeirinha    | 3851            | 2000 | 850               |
| OW5    | Nova Cachoeirinha    | 3859            | 2000 | 859               |
| OW7    | Nova Parelheiros     | 5920            | 2001 | 520-8             |
| OW5    | Palmeiras            | 3666            | 1997 | 66                |
| OW5    | Palmeiras            | 3667            | 1997 | 67                |
| OW5    | Palmeiras            | 3825            | 2000 | 825               |
| OW5    | Palmeiras            | 3826            | 2000 | 826               |
| OW5    | Palmeiras            | 3823            | 1997 | 823               |
| OW5    | Palmeiras            | 3824            | 1997 | 824               |
| OW5    | Palmeiras            | 3662            | 1997 | 862               |
| OW1    | Paraíso              | 3287            | 2004 | 287               |
| OW1    | Paraíso              | 3288            | 2004 | 288               |
| OW1    | Paraíso              | 3289            | 2004 | 289               |
| OW1    | Paraíso              | 3285            | 2001 | 285               |
| OW1    | Paraíso              | 3284            | 2001 | 284               |
| OW1    | Paraíso              | 3283            | 2003 | 283               |
| OW1    | Paraíso              | 3286            | 2001 | 286               |
| OW1    | Paraíso              | 3251            | 2004 | 251               |
| OW1    | Paraíso              | 3252            | 2004 | 252               |
| OW1    | Paraíso              | 3268            | 2001 | 238               |
| OW1    | Paraíso              | 3265            | 2001 | 245               |
| OW1    | Paraíso              | 3253            | 2001 | 253               |
| OW1    | Paraíso              | 3269            | 2001 | 269               |
| OW1    | Paraíso              | 3281            | 2001 | 281               |
| OW7    | Parelheiros          | 5928            | 2001 | 520-1             |
| OW7    | Parelheiros          | 5929            | 1999 | 529               |
| OW4    | Parque dos Príncipes | 3712            | 2000 | 812               |
| OL3    | Patente              | 2945 (ant.6945) | 1997 | 969-8             |
| OW3    | Pedreira             | 5560            | 1996 | 560               |
| OL2    | Penha                | 2295            | 2005 | 295               |
| OL2    | Penha                | 2296            | 2005 | 296               |
| OL2    | Penha                | 2294            | 2005 | 294               |
| OL2    | Penha                | 2293            | 2005 | 293               |
| OL2    | Penha                | 2097 (ant.6197) | 2002 | 217               |
| OL2    | Penha                | 2941 (ant.6941) | 1997 | 941               |
| OL2    | Penha                | 2098 (ant.6198) | 2002 | 218               |
| OL2    | Penha                | 2942 (ant.6942) | 1997 | 942               |
| OL2    | Penha                | 2093 (ant.6193) | 1995 | 593               |
| OW5    | Perdizes             | 3862            | 1997 | 620               |
| OW5    | Perdizes             | 3865            | 1997 | 650               |
| OW5    | Perdizes             | 3672            | 2000 | 262               |
| OW5    | Perdizes             | 3673            | 2000 | 263               |
| OW5    | Perdizes             | 3864            | 2000 | 864               |
| OW5    | Perdizes             | 3872            | 1997 | 872               |
| OW5    | Perdizes             | 3871            | 1997 | 871               |
| OW5    | Perdizes             | 3874            | 1997 | 874               |
| OW5    | Perdizes             | 3873            | 1997 | 873               |
| OW5    | Perdizes             | 3806            | 1998 | 806               |
| OW5    | Perdizes             | 3808            | 1998 | 808               |
| OW4    | Perus                | 3917            | 1999 | 847               |
| OW4    | Pinheiros            | 3031            | 2000 | 211               |
| OW4    | Pinheiros            | 3032            | 2000 | 210               |
| OW4    | Pinheiros            | 3812            | 2000 | 212               |
| OW4    | Pinheiros            | 3813            | 2000 | 813               |
| OW4    | Pinheiros            | 3814            | 2000 | 814               |
| OW4    | Pinheiros            | 3815            | 2000 | 815               |
| OW4    | Pinheiros            | 3811            | 2000 | 811               |
| OW4    | Pinheiros            | 3816            | 2000 | 816               |
| OW4    | Pinheiros            | 3818            | 2000 | 818               |
| OW4    | Pinheiros            | 3097            | 2000 | 867               |
| OW4    | Pinheiros            | 3819            | 2000 | 870               |
| OW7    | Riviera              | 5517-6          | 1996 | 517-6             |
| OL4    | Santa Ifigênia       | 3331            | 2001 | 220               |
| OL4    | Santa Ifigênia       | 3221            | 2005 | 221               |
| OL4    | Santa Ifigênia       | 3222            | 2005 | 222               |
| OL4    | Santa Ifigênia       | 3223            | 2005 | 223               |
| OL4    | Santa Ifigênia       | 3224            | 1999 | 224               |
| OL4    | Santa Ifigênia       | 3226            | 1999 | 226               |
| OL4    | Santa Ifigênia       | 3225            | 1999 | 250               |
| OL5    | Santana              | 2973 (ant.6973) | 1999 | 298               |
| OL5    | Santana              | 2979 (ant.6979) | 1999 | 299               |
| OL5    | Santana              | 2976 (ant.6976) | 1999 | 290               |
| OL5    | Santana              | 2977 (ant.6977) | 1999 | 267               |
| OL5    | Santana              | 2950 (ant.6950) | 1997 | 950               |
| OL5    | Santana              | 2959 (ant.6959) | 1997 | 959               |
| OL5    | Santana              | 2281 (ant.6281) | 1998 | 681 (ant.991)     |
| OW7    | Santo Amaro          | 5687            | 2001 | 247               |
| OW7    | Santo Amaro          | 5686            | 2001 | 246               |
| OW7    | Santo Amaro          | 5548            | 2000 | 548               |
| OW7    | Santo Amaro          | 5521            | 2000 | 521               |
| OW7    | Santo Amaro          | 5522            | 2000 | 522               |
| OW7    | Santo Amaro          | 5523            | 2000 | 523               |
| OW7    | Santo Amaro          | 5545            | 2000 | 545               |
| OW7    | Santo Amaro          | 5524            | 2000 | 524               |
| OW7    | Santo Amaro          | 5525            | 2000 | 525               |
| OW7    | Santo Amaro          | 5541            | 2000 | 541               |
| OW7    | Santo Amaro          | 5546            | 2000 | 546               |
| OW7    | Santo Amaro          | 5547            | 2000 | 547               |
| OL6    | São Mateus           | 2919 (ant.6919) | 1996 | 919               |
| OL6    | São Mateus           | 2962 (ant.6962) | 1997 | 962               |
| OL6    | São Mateus           | 2019 (ant.6119) | 1998 | 689 (ant.999)     |
| OL6    | São Mateus           | 2010 (ant.6110) | 1996 | 594               |
| OL6    | São Miguel Paulista  | 2297 (ant.6297) | 2002 | 297               |
| OL6    | São Miguel Paulista  | 2956 (ant.6956) | 1997 | 956               |
| OL6    | São Miguel Paulista  | 2037 (ant.6137) | 1996 | 537               |
| OL6    | Tiradentes           | 2282 (ant.6282) | 1998 | 682 (ant.992)     |
| OL5    | Tremembé             | 2203 (ant.6203) | 2001 | 203               |
| OL5    | Tremembé             | 2204 (ant.6204) | 2001 | 204               |
| OL5    | Tremembé             | 2952 (ant.6952) | 1997 | 952               |
| OL5    | Tremembé             | 2953 (ant.6953) | 1997 | 953               |
| OL5    | Tremembé             | 2994 (ant.6994) | 1996 | 894               |
| OL2    | Vila Alpina          | 2917 (ant.6917) | 1996 | 917               |
| OL2    | Vila Esperança       | 2957 (ant.6957) | 1997 | 957               |
| OL2    | Vila Esperança       | 2958 (ant.6958) | 1997 | 958               |
| OL2    | Vila Esperança       | 2684 (ant.6684) | 1998 | 684 (ant.994)     |
| OL4    | Vila Guilherme       | 2909 (ant.6909) | 1999 | 219               |
| OL5    | Vila Gustavo         | 2201 (ant.6201) | 2003 | 201               |
| OL5    | Vila Gustavo         | 2212 (ant.6202) | 2003 | 202               |
| OL5    | Vila Gustavo         | 2949 (ant.6949) | 1997 | 949               |
| OL5    | Vila Gustavo         | 2951 (ant.6951) | 1997 | 951               |
| OL5    | Vila Gustavo         | 2983 (ant.6983) | 1998 | 683 (ant.993)     |
| OW4    | Vila Jaguara         | 3625            | 1998 | 835-1             |
| OW1    | Vila Mariana         | 5571            | 2000 | 571               |
| OW1    | Vila Mariana         | 5579            | 2000 | 570               |
| OW1    | Vila Mariana         | 5549            | 2000 | 549               |
| OW1    | Vila Mariana         | 5572            | 2000 | 572               |
| OW1    | Vila Mariana         | 5575            | 2000 | 575               |
| OW1    | Vila Mariana         | 5574            | 2000 | 574               |
| OW1    | Vila Mariana         | 5573            | 2000 | 573               |
| OW1    | Vila Mariana         | 5576            | 2000 | 576               |
| OW1    | Vila Mariana         | 5539            | 2000 | 539               |
| OL3    | Vila Prudente        | 2965 (ant.6965) | 1997 | 965               |
| OL3    | Vila Prudente        | 2966 (ant.6966) | 1997 | 966               |
| OL3    | Vila Prudente        | 2028 (ant.6128) | 1995 | 598               |
| OL6    | Vila União           | 2280 (ant.6280) | 1998 | 680 (ant.990)     |
| OL6    | Vila União           | 2041 (ant.6141) | 1996 | 891               |

Os primeiros centros telefônicos inaugurados já com prefixos de quatro algarismos foram Vila Madalena (prefixo "3021") em 1996, Interlagos (prefixo "5666") em 1996, e Chácara Santo Antônio (prefixo "5181") em 1997.
A quantidade de terminais telefônicos em serviço por distrito em maio de 1997 era a seguinte:
- OL1-Consolação (179.256), OL2-Penha (171.096), OL3-Ipiranga (198.031), OL4-Anhangabaú (189.552), OL5-Vila Gustavo (179.403) e OL6-Cumbica (173.493)
- OW1-Vila Mariana (190.091), OW2-Campo Belo (234.160), OW3-Jabaquara (157.284), OW4-Lapa (186.982), OW5-Palmeiras (196.625) e OW7-Campo Limpo (202.077)

Para o plano de expansão de 1996 foram planejados os demais centros telefônicos instalados na cidade de São Paulo.

## Telefônica / Vivo (desde 1998)
Em julho de 1998 a Telesp foi adquirida pela empresa espanhola Telefónica, formando a Telefônica Brasil. Quando a empresa assumiu as operações em setembro de 1998 havia na cidade de São Paulo 75 centros telefônicos, e coube a Telefônica inaugurar os demais, num total de 120.
A substituição das antigas centrais eletromecânicas por novas centrais digitais (com prefixos de quatro algarismos) completou-se na cidade de São Paulo em novembro de 2005, quando os últimos telefones com prefixos de três algarismos foram substituídos no Ipiranga (prefixos "272", "273" e "274"). Em Osasco, os prefixos antes iniciados por "70xx" e "720x" foram substituídos por "36xx", seguindo a sequência de numeração da capital.
Em 2008, por determinação da Agência Nacional de Telecomunicações (Anatel), os prefixos telefônicos da telefonia fixa iniciados pelo dígito "6" sofreram alteração, onde, de modo geral, foram substituídos pelo "2" como dígito inicial. Os prefixos iniciados com "6" passaram a ser de utilização exclusiva das operadoras de telefonia móvel (celular). Dos 542 prefixos alterados, 420 estavam instalados na cidade de São Paulo (386 eram operados pela Telefônica e 34 pela Embratel).
Em 2012 a Telefônica adotou a marca Vivo para suas operações de telefonia fixa.

## Relação das centrais telefônicas atuais
Nas listas a seguir são considerados os prefixos atribuídos para cada operadora, não considerando os números telefônicos que foram alvo de portabilidade.

### Telefonia fixa: Vivo
| Centro telefônico             |    | Central telefônica (prefixos)                              |
| ----------------------------- | -- | ---------------------------------------------------------- |
| Adventista                    | DV | 5821, 5822, 5823, 5824, 5825, 5826, 5827                   |
| Água Branca                   | AB | 3611, 3612, 3613, 3614, 3615, 3616, 3617, 3618, 3619       |
| Água Funda                    | AF | 5058                                                       |
| Água Funda                    | AF | 5073                                                       |
| Americanópolis                | AM | 5562, 5563, 5564, 5565, 5566, 5567, 5568                   |
| Americanópolis                | AM | 5601, 5602, 5603, 5605, 5606                               |
| Americanópolis                | AM | 5670, 5671, 5677, 5678, 5679                               |
| Anália Franco                 | AR | 2671, 2672, 2673, 2674, 2675, 2676                         |
| Anchieta                      | AC | 2351, 2352, 2353, 2354, 2355                               |
| Anchieta                      | AC | 2940, 2946, 2947                                           |
| Anchieta                      | AC | 2969                                                       |
| Anhangabaú                    | AN | 3227, 3228, 3229                                           |
| Anhangabaú                    | AN | 3310, 3311, 3312, 3313, 3314, 3315, 3316                   |
| Anhangabaú                    | AN | 3320, 3322, 3323, 3324, 3325, 3326, 3327, 3328, 3329       |
| Anhanguera                    | AG | 3901, 3902, 3903, 3904, 3905, 3906, 3908, 3909             |
| Aricanduva                    | AD | 2721, 2722, 2723, 2724, 2725, 2726, 2727, 2728             |
| Benjamin Constant             | BC | 3100, 3101, 3102, 3104, 3105, 3106, 3107, 3108             |
| Benjamin Constant             | BC | 3110, 3111, 3112, 3113, 3115, 3116, 3117, 3118, 3119       |
| Benjamin Constant             | BC | 3180, 3188, 3189                                           |
| Benjamin Constant             | BC | 3241, 3242, 3243, 3244, 3247, 3248, 3249                   |
| Benjamin Constant             | BC | 3291, 3292, 3293, 3295                                     |
| Berrini                       | BE | 5102, 5103, 5105, 5106, 5107, 5108, 5109                   |
| Berrini                       | BE | 5110, 5111, 5112                                           |
| Berrini                       | BE | 5500, 5501, 5502, 5503, 5504, 5505, 5506, 5507, 5508, 5509 |
| Billings                      | BI | 5611, 5612, 5613, 5614, 5615, 5616                         |
| Bororé                        | OR | 5528, 5529                                                 |
| Bororé                        | OR | 5974, 5976, 5979                                           |
| Brás                          | BR | 2291, 2292                                                 |
| Brás                          | BR | 2612, 2618                                                 |
| Brás                          | BR | 2692, 2693, 2694, 2695, 2696, 2697, 2698                   |
| Brás                          | BR | 2790, 2796, 2797, 2799                                     |
| Brasilândia                   | BS | 3921, 3922, 3923, 3924, 3925, 3928                         |
| Campo Belo                    | CB | 5041, 5042, 5044, 5045, 5046, 5049                         |
| Campo Belo                    | CB | 5090, 5091, 5092, 5093, 5094, 5095, 5096, 5097, 5098, 5099 |
| Campo Belo                    | CB | 5531, 5532, 5533, 5534, 5535, 5536, 5537, 5538             |
| Campo Belo                    | CB | 5542, 5543, 5561                                           |
| Campo Grande                  | CM | 5631, 5632, 5633, 5634, 5635                               |
| Campo Limpo                   | CL | 5510, 5511, 5512, 5513, 5519                               |
| Campo Limpo                   | CL | 5811, 5812, 5814, 5816, 5817, 5818                         |
| Cangaíba                      | CN | 2621, 2622, 2623, 2624, 2625                               |
| Capão Redondo                 | CR | 5870, 5871, 5872, 5873, 5874, 5875                         |
| Carandiru                     | CA | 2221, 2223, 2224, 2225, 2226, 2227                         |
| Carandiru                     | CA | 2252                                                       |
| Carrão                        | RR | 2781, 2782, 2783, 2784, 2785                               |
| Casa Grande                   | AS | 2143                                                       |
| Casa Grande                   | AS | 2701, 2702, 2703, 2704, 2705, 2706, 2707                   |
| Casa Grande                   | AS | 2718                                                       |
| Casa Verde                    | CV | 3855, 3856, 3857, 3858                                     |
| Casa Verde                    | CV | 3950, 3951, 3952, 3953, 3954, 3955, 3959                   |
| Casa Verde                    | CV | 3961, 3962, 3965, 3966                                     |
| Caxingui                      | CX | 3721, 3722, 3723, 3724, 3725, 3726, 3727                   |
| Chácara Itaim                 | HM | 3071, 3072, 3073, 3074, 3075, 3076, 3077, 3078, 3079       |
| Chácara Itaim                 | HM | 3161, 3162, 3165, 3167, 3168, 3169                         |
| Chácara Itaim                 | HM | 3701, 3702, 3704, 3706, 3707, 3708, 3709                   |
| Chácara Santo Antônio         | AT | 5180, 5181, 5182, 5183, 5184, 5185, 5187, 5188, 5189, 5191 |
| Cidade Dutra                  | CT | 5661, 5662, 5663                                           |
| Cidade Líder                  | CI | 2741, 2742, 2743, 2744, 2745, 2746, 2747, 2748, 2749       |
| Cidade Vargas                 | CG | 5021, 5022, 5029                                           |
| Cidade Vargas                 | CG | 5588                                                       |
| Colônia                       | NI | 5977, 5978-4                                               |
| Conceição                     | CC | 5010, 5011, 5012, 5013, 5014, 5015, 5016, 5017, 5018, 5019 |
| Congonhas                     | GO | 5031, 5032, 5033, 5034                                     |
| Consolação                    | CO | 3120, 3121, 3122, 3123, 3124, 3125, 3129                   |
| Consolação                    | CO | 3132, 3133, 3134, 3135, 3138                               |
| Consolação                    | CO | 3150, 3151, 3153, 3154, 3155, 3156, 3158, 3159             |
| Consolação                    | CO | 3211, 3212, 3214, 3216, 3217, 3218, 3219                   |
| Consolação                    | CO | 3231, 3233, 3234, 3235, 3236, 3237, 3239                   |
| Consolação                    | CO | 3255, 3256, 3257, 3258, 3259                               |
| Consolação                    | CO | 3392, 3393, 3396, 3397                                     |
| Dutra                         | DT | 2631, 2632, 2633, 2634, 2635, 2636, 2637, 2638             |
| Dutra                         | DT | 2794, 2795                                                 |
| Dutra                         | DT | 2954, 2955                                                 |
| Dutra                         | DT | 2967                                                       |
| Ermelino Matarazzo            | EM | 2214                                                       |
| Ermelino Matarazzo            | EM | 2541, 2542, 2543, 2544, 2545, 2546, 2547, 2549             |
| Ermelino Matarazzo            | EM | 2943                                                       |
| Freguesia do Ó                | FO | 3975, 3976, 3977, 3978                                     |
| Freguesia do Ó                | FO | 3990, 3991, 3992, 3993, 3994, 3997, 3998, 3999             |
| Guaianases                    | GZ | 2552, 2553, 2554, 2557                                     |
| Guaianases                    | GZ | 2960, 2961                                                 |
| Guarani                       | GU | 2100                                                       |
| Guarani                       | GU | 2115, 2116                                                 |
| Guarani                       | GU | 2154                                                       |
| Guarani                       | GU | 2211, 2213, 2216                                           |
| Guarani                       | GU | 2301, 2302                                                 |
| Guarani                       | GU | 2717                                                       |
| Guarani                       | GU | 2910, 2911, 2916, 2918                                     |
| Guarapiranga                  | GP | 5514, 5515                                                 |
| Guarapiranga                  | GP | 5890, 5891, 5892, 5893, 5894, 5895, 5896, 5897             |
| GRU - Guarulhos               | GR | 2087                                                       |
| GRU - Guarulhos               | GR | 2229                                                       |
| GRU - Guarulhos               | GR | 2408, 2409                                                 |
| GRU - Guarulhos               | GR | 2440, 2441, 2442, 2443, 2444, 2447                         |
| GRU - Guarulhos               | GR | 2459, 2461, 2463, 2464, 2468                               |
| GRU - Guarulhos               | GR | 2470, 2472, 2475, 2479                                     |
| GRU - Bonsucesso              | BO | 2480, 2484, 2486, 2489                                     |
| GRU - Bonsucesso              | BO | 2496, 2498, 2499                                           |
| GRU - Cumbica                 | CC | 2085                                                       |
| GRU - Cumbica                 | CC | 2303                                                       |
| GRU - Cumbica                 | CC | 2411, 2412, 2413                                           |
| GRU - Cumbica                 | CC | 2445, 2446                                                 |
| GRU - Cumbica                 | CC | 2460, 2462, 2465                                           |
| GRU - Cumbica                 | CC | 2481, 2482, 2483, 2487, 2488                               |
| GRU - Jardim Presidente Dutra | DU | 2431, 2432, 2433                                           |
| GRU - Mesquita                | MQ | 2088                                                       |
| GRU - Mesquita                | MQ | 2279                                                       |
| GRU - Mesquita                | MQ | 2401, 2402, 2403, 2404, 2405, 2406, 2407                   |
| GRU - Mesquita                | MQ | 2492                                                       |
| GRU - Nazaré                  | NA | 2466, 2467, 2469, 2471                                     |
| GRU - Nova Bonsucesso         | NB | 2436, 2437, 2438, 2439                                     |
| GRU - Parque Continental      | AO | 2456, 2457, 2458                                           |
| GRU - Picanço                 | PC | 2086                                                       |
| GRU - Picanço                 | PC | 2304                                                       |
| GRU - Picanço                 | PC | 2451, 2452, 2453, 2455                                     |
| GRU - Picanço                 | PC | 2485, 2497                                                 |
| GRU - Ponte Grande            | PG | 2421, 2422, 2423, 2414, 2425                               |
| Ibirapuera                    | IB | 3050, 3051, 3052, 3053, 3054, 3055, 3056, 3057, 3058, 3059 |
| Ibirapuera                    | IB | 3882, 3884, 3885, 3886, 3887, 3888, 3889                   |
| Iguatemi                      | IG | 2731, 2732, 2733, 2734, 2735, 2736                         |
| Imirim                        | IR | 2251, 2255, 2256, 2257, 2258, 2259                         |
| Interlagos                    | IN | 5660, 5665, 5666, 5667, 5668, 5669                         |
| Ipiranga                      | IP | 2060, 2061, 2062, 2063, 2064, 2065, 2066, 2067, 2068, 2069 |
| Ipiranga                      | IP | 2215                                                       |
| Ipiranga                      | IP | 2272, 2273, 2274                                           |
| Ipiranga                      | IP | 2591                                                       |
| Ipiranga                      | IP | 2914, 2915                                                 |
| Itaim Bibi                    | IM | 3040, 3043, 3044, 3045, 3046, 3047, 3048, 3049             |
| Itaim Bibi                    | IM | 3841, 3842, 3844, 3845, 3846, 3847, 3848, 3849             |
| Itaim Paulista                | IA | 2156                                                       |
| Itaim Paulista                | IA | 2268                                                       |
| Itaim Paulista                | IA | 2561, 2562, 2563, 2564, 2565, 2566, 2567, 2568, 2569, 2572 |
| Itaim Paulista                | IA | 2963                                                       |
| Itaquera                      | IT | 2070, 2071, 2072, 2073, 2074, 2075, 2076, 2077, 2078, 2079 |
| Itaquera                      | IT | 2205                                                       |
| Itaquera                      | IT | 2286                                                       |
| Itaquera                      | IT | 2944                                                       |
| Jabaquara                     | JB | 2275, 2276                                                 |
| Jabaquara                     | JB | 2577, 2578                                                 |
| Jabaquara                     | JB | 5070, 5071, 5072, 5074, 5077, 5078, 5079                   |
| Jabaquara                     | JB | 5581, 5582, 5583, 5584, 5585, 5586, 5589                   |
| Jabaquara                     | JB | 5591, 5592, 5593, 5594, 5595, 5596, 5597, 5598             |
| Jaçanã                        | JA | 2240, 2241, 2242, 2243, 2247, 2248, 2249                   |
| Jaceguava                     | JC | 5599                                                       |
| Jacuí                         | JI | 2051, 2052, 2053, 2054, 2055                               |
| Jaguaré                       | JG | 3714, 3716, 3718, 3719                                     |
| Jaguaré                       | JG | 3760, 3763, 3765, 3766, 3767, 3768                         |
| Jaraguá                       | JR | 3941, 3942, 3943, 3944, 3945, 3946, 3947, 3948, 3949       |
| Jardim Ângela                 | JN | 5831, 5832, 5833, 5834, 5835, 5837, 5839                   |
| Jardim Bonfiglioli            | BF | 3731, 3732, 3733, 3734, 3735, 3739                         |
| Jardim Celeste                | JE | 3751, 3752, 3753                                           |
| Jardim Helena                 | JL | 2581, 2582, 2583, 2584, 2585, 2586, 2587                   |
| Jardim Miriam                 | JM | 5620, 5621, 5622, 5623, 5624, 5625, 5626, 5627             |
| Jardim Myrna                  | MY | 5526, 5527                                                 |
| Jardins                       | JD | 3060, 3061, 3062, 3063, 3064, 3065, 3066, 3067, 3068, 3069 |
| Jardins                       | JD | 3081, 3082, 3083, 3084, 3085, 3086, 3087, 3088, 3089       |
| Jardins                       | JD | 3891, 3893, 3894, 3895, 3896, 3897, 3898, 3899             |
| João Dias                     | JO | 5641, 5642, 5643, 5644, 5645, 5646, 5647                   |
| José Bonifácio                | JF | 2521, 2522, 2523, 2524, 2525, 2527                         |
| Lapa                          | LP | 3632                                                       |
| Lapa                          | LP | 3640, 3641, 3642, 3643, 3644, 3645, 3646, 3647, 3648, 3649 |
| Lapa                          | LP | 3831, 3832, 3833, 3834, 3835, 3836, 3837, 3838, 3839       |
| Lauzane Paulista              | LZ | 2231, 2232, 2233, 2234, 2235, 2236, 2237, 2238, 2239       |
| Liberdade                     | LI | 3203, 3207, 3208, 3209                                     |
| Liberdade                     | LI | 3271, 3272, 3273, 3274, 3275, 3276, 3277, 3278, 3279       |
| Liberdade                     | LI | 3340, 3341, 3342, 3344, 3345, 3346, 3347, 3348, 3349       |
| Liberdade                     | LI | 3380, 3385, 3386, 3387, 3388, 3389                         |
| Liberdade                     | LI | 3391, 3398, 3399                                           |
| Limão                         | LM | 3930, 3931, 3932, 3933, 3934, 3935, 3936, 3937             |
| Liviero                       | LV | 2331, 2332, 2333, 2334, 2335, 2336                         |
| Marsilac                      | ML | 5975, 5978-6                                               |
| M'Boi Mirim                   | MM | 5517-0/1                                                   |
| M'Boi Mirim                   | MM | 5899                                                       |
| Moema                         | ME | 5051, 5052, 5053, 5054, 5055, 5056                         |
| Monte Alegre                  | MA | 3781, 3782, 3783, 3784, 3785, 3788, 3789                   |
| Moóca                         | MO | 2601, 2602, 2603, 2604, 2605, 2606, 2607                   |
| Morro Doce                    | MD | 3911, 3912, 3916                                           |
| Morro Grande (Mirante)        | MG | 3971, 3972, 3973, 3974, 3979                               |
| Morumbi                       | MB | 3741, 3742, 3743, 3744, 3745, 3746, 3747, 3748, 3749       |
| Morumbi                       | MB | 3771, 3772, 3773, 3776, 3778, 3779                         |
| Nova Cachoeirinha             | NC | 3851, 3859                                                 |
| Nova Cachoeirinha             | NC | 3981, 3982, 3983, 3984, 3985, 3986, 3987, 3988, 3989       |
| Nova Parelheiros              | NP | 5920, 5921, 5922, 5923, 5925, 5926                         |
| Nova Pirajussara              | NR | 5841, 5842, 5843, 5844, 5845                               |
| OSS - Osasco                  | OS | 3651, 3652, 3653, 3654                                     |
| OSS - Osasco                  | OS | 3681, 3682, 3683, 3684, 3685, 3688, 3689, 3698, 3699       |
| OSS - Menk                    | MK | 3601                                                       |
| OSS - Quitaúna                | QT | 3607, 3608                                                 |
| OSS - Rochdale                | RO | 3599, 3602, 3603, 3604                                     |
| OSS - Rochdale                | RO | 3656, 3658, 3659                                           |
| OSS - Rochdale                | RO | 3686, 3687, 3693, 3696, 3697                               |
| OSS - Santo Antônio           | SN | 3591, 3592, 3605, 3606, 3609                               |
| OSS - Santo Antônio           | SN | 3655                                                       |
| OSS - Santo Antônio           | SN | 3691, 3692, 3694, 3695                                     |
| Palmeiras                     | PL | 3660, 3661, 3662, 3663, 3664, 3665, 3666, 3667, 3668, 3669 |
| Palmeiras                     | PL | 3821, 3822, 3823, 3824, 3825, 3826, 3827, 3828, 3829       |
| Panamby                       | PY | 3501, 3502, 3507                                           |
| Paraíso                       | PA | 3141, 3142, 3144, 3145, 3146, 3147, 3148, 3149             |
| Paraíso                       | PA | 3170, 3171, 3172, 3174, 3175, 3176, 3177, 3178, 3179       |
| Paraíso                       | PA | 3191                                                       |
| Paraíso                       | PA | 3251, 3252, 3253                                           |
| Paraíso                       | PA | 3261, 3262, 3263, 3264, 3265, 3266, 3267, 3268, 3269       |
| Paraíso                       | PA | 3281, 3282, 3283, 3284, 3285, 3286, 3287, 3288, 3289       |
| Paraíso                       | PA | 3370, 3371, 3372, 3373                                     |
| Parelheiros                   | PR | 5924, 5927, 5928, 5929                                     |
| Parelheiros                   | PR | 5970, 5971, 5972, 5973                                     |
| Parque dos Príncipes          | RP | 3712                                                       |
| Parque dos Príncipes          | RP | 3761, 3762                                                 |
| Patente                       | TE | 2945, 2948                                                 |
| Pedreira (Alvarenga)          | ED | 5560                                                       |
| Pedreira (Alvarenga)          | ED | 5672, 5673, 5674, 5675, 5676                               |
| Penha                         | PE | 2090, 2091, 2092, 2093, 2094, 2095, 2096, 2097, 2098       |
| Penha                         | PE | 2293, 2294, 2295, 2296                                     |
| Penha                         | PE | 2941, 2942                                                 |
| Penha de França               | PF | 2038                                                       |
| Penha de França               | PF | 2641, 2642, 2643, 2644, 2645, 2646, 2647, 2648             |
| Perdizes                      | PD | 3670, 3671, 3672, 3673, 3674, 3675, 3676, 3677, 3678, 3679 |
| Perdizes                      | PD | 3790, 3791, 3792, 3793, 3794, 3795, 3796, 3797, 3798, 3799 |
| Perdizes                      | PD | 3801, 3802, 3803, 3806, 3808                               |
| Perdizes                      | PD | 3861, 3862, 3863, 3864, 3865, 3866, 3868                   |
| Perdizes                      | PD | 3871, 3872, 3873, 3874, 3875, 3877, 3879                   |
| Perus                         | PU | 3915, 3917, 3918, 3919                                     |
| Pinheiros                     | PI | 3030, 3031, 3032, 3034, 3035, 3037, 3038, 3039             |
| Pinheiros                     | PI | 3091, 3092, 3093, 3094, 3095, 3096, 3097, 3098             |
| Pinheiros                     | PI | 3811, 3812, 3813, 3814, 3815, 3816, 3817, 3818, 3819       |
| Prestes Maia                  | PM | 2153                                                       |
| Prestes Maia                  | PM | 2518                                                       |
| Prestes Maia                  | PM | 2555, 2556                                                 |
| Real Parque                   | RQ | 3750, 3755, 3756, 3758, 3759                               |
| Riviera                       | RI | 5517-6/9                                                   |
| Riviera                       | RI | 5898                                                       |
| Robru                         | RB | 2034, 2035                                                 |
| Robru                         | RB | 2511, 2512, 2513, 2513, 2514, 2515, 2516                   |
| Santa Ifigênia                | SI | 3221, 3222, 3223, 3224, 3225, 3226                         |
| Santa Ifigênia                | SI | 3331, 3332, 3333, 3334, 3335, 3337, 3338, 3339             |
| Santa Ifigênia                | SI | 3350, 3351, 3352, 3353, 3354, 3355, 3357, 3358, 3359       |
| Santa Ifigênia                | SI | 3360, 3361, 3362, 3363, 3364, 3365, 3366, 3367             |
| Santana                       | ST | 2281, 2283, 2284, 2285, 2287, 2288                         |
| Santana                       | ST | 2950, 2959                                                 |
| Santana                       | ST | 2971, 2972, 2973, 2974, 2975, 2976, 2977, 2978, 2979       |
| Santo Amaro                   | SA | 5521, 5522, 5523, 5524, 5525                               |
| Santo Amaro                   | SA | 5541, 5545, 5546, 5547, 5548                               |
| Santo Amaro                   | SA | 5681, 5682, 5683, 5684, 5685, 5686, 5687                   |
| Santo Amaro                   | SA | 5691, 5693, 5694, 5695, 5696, 5697, 5698, 5699             |
| São Francisco                 | SF | 2751, 2752, 2753, 2754                                     |
| São Luís                      | SL | 5851, 5852, 5853, 5854, 5855                               |
| São Mateus                    | SS | 2010, 2011, 2012, 2013, 2014, 2015, 2016, 2017, 2019       |
| São Mateus                    | SS | 2919                                                       |
| São Mateus                    | SS | 2962                                                       |
| São Miguel Paulista           | SM | 2030, 2031, 2032, 2033, 2037, 2039                         |
| São Miguel Paulista           | SM | 2297, 2298                                                 |
| São Miguel Paulista           | SM | 2956                                                       |
| Saúde                         | SD | 5060, 5061, 5062, 5063, 5065, 5066, 5067, 5068, 5069       |
| Sezefredo Fagundes            | SZ | 2992, 2993, 2995, 2996, 2997                               |
| Tiradentes                    | TI | 2282                                                       |
| Tiradentes                    | TI | 2559                                                       |
| Tiradentes                    | TI | 2964                                                       |
| Tremembé                      | TR | 2203, 2204                                                 |
| Tremembé                      | TR | 2261, 2262, 2263, 2265                                     |
| Tremembé                      | TR | 2952, 2953                                                 |
| Tremembé                      | TR | 2990, 2991, 2994                                           |
| Varginha                      | VI | 5931, 5932, 5933, 5934, 5938, 5939                         |
| Vila Alpina                   | VA | 2317                                                       |
| Vila Alpina                   | VA | 2548                                                       |
| Vila Alpina                   | VA | 2917                                                       |
| Vila Esperança                | VE | 2023                                                       |
| Vila Esperança                | VE | 2217                                                       |
| Vila Esperança                | VE | 2681, 2682, 2683, 2684, 2685, 2686, 2687, 2689             |
| Vila Esperança                | VE | 2771                                                       |
| Vila Esperança                | VE | 2791, 2792, 2793, 2798                                     |
| Vila Esperança                | VE | 2957, 2958                                                 |
| Vila Guilherme                | VL | 2900, 2901, 2902, 2903, 2904, 2905, 2906, 2907, 2909       |
| Vila Gustavo                  | VG | 2201, 2212, 2209                                           |
| Vila Gustavo                  | VG | 2931, 2932, 2933, 2934, 2939                               |
| Vila Gustavo                  | VG | 2949, 2951                                                 |
| Vila Gustavo                  | VG | 2980, 2981, 2982, 2983, 2984, 2985, 2986, 2987, 2988, 2989 |
| Vila Jaguara                  | VJ | 3621, 3622, 3623, 3625                                     |
| Vila Madalena                 | VN | 3021, 3022, 3023, 3024, 3025, 3026, 3029                   |
| Vila Mariana                  | VM | 5080, 5081, 5082, 5083, 5084, 5085, 5086, 5087, 5088, 5089 |
| Vila Mariana                  | VM | 5539, 5549                                                 |
| Vila Mariana                  | VM | 5571, 5572, 5573, 5574, 5575, 5576, 5579                   |
| Vila Mariana                  | VM | 5904, 5906, 5907, 5908, 5909                               |
| Vila Matilde                  | VT | 2651, 2652, 2653, 2654                                     |
| Vila Prudente                 | VP | 2020, 2021, 2022, 2027, 2028, 2029                         |
| Vila Prudente                 | VP | 2965, 2966                                                 |
| Vila União                    | VU | 2026                                                       |
| Vila União                    | VU | 2040, 2041, 2042, 2043, 2044, 2045, 2046, 2047, 2048, 2049 |
| Vila União                    | VU | 2280                                                       |
| Zelina                        | ZE | 2341, 2342, 2343, 2344, 2345, 2346, 2347, 2348             |

### Telefonia fixa: outras operadoras
| Operadora                               | Prefixos |
| --------------------------------------- | --- |
| 51 Brasil                               | 3187 |
| Aerotech                                | 2327, 3007, 4911, 4912, 4913, 4914, 4915, 4916, 4917, 4918, 4919, 4921, 4922, 4923, 4924, 4925, 4926, 4927, 4928, 4929, 4951, 4952 |
| Alpamayo                                | 2811, 2828 |
| Amigo                                   | 2222 |
| AT&T LATIN AMERICA                      | 3003, 4501, 4502, 4503, 4504, 4505 |
| Brasil Telecom                          | 3374 |
| Brastel Telecom (Alpha Nobilis)         | 3588, 3580 |
| Cambridge Telecom                       | 3939 |
| Claro (antiga Vesper)                   | 2711, 2712, 2713, 2714, 2836, 2837, 2838, 2839, 2841, 2842, 2843, 2844, 2845, 2846, 2847, 2848, 2849, 2851, 2852, 2853, 2854, 2855, 2856, 2857, 2858, 2859, 2861, 2862, 2863, 2864, 2865, 2866, 2867, 2868, 2871, 2872, 2873, 2874, 2891, 2892, 2893, 2894, 2895, 2896, 2897, 2898, 2899, 3441, 3442, 3443, 3444, 3451, 3452, 3453, 3455, 3456, 3457, 3458, 3459, 3461, 3462, 3463, 3464, 3465, 3466, 3467, 3468, 3471, 3472, 3473, 3474, 3475, 3476, 3478, 3479, 3481, 3482, 3483, 3484, 3485, 3486, 3487, 3488, 3489, 3491, 3492, 3493, 3494, 3495, 3496, 3497, 3498, 3499, 3531, 3532, 3533, 3534, 3535, 3536, 3537, 4001 |
| Conecta Telecom                         | 2244, 2245 |
| Convergia                               | 3516 |
| Algar Telecom                           | 3014, 3506, 3508, 3509, 3512, 3513, 3514, 4005 |
| DSLI                                    | 3033, 3036 |
| Easy Tone                               | 3163, 3164 |
| Embratel                                | 2101, 2102, 2103, 2104, 2105, 2106, 2107, 2108, 2109, 2111, 2112, 2113, 2114, 2117, 2122, 2123, 2124, 2125, 2126, 2127, 2128, 2129, 2131, 2132, 2133, 2134, 2135, 2137, 2138, 2139, 2141, 2142, 2144, 2145, 2146, 2147, 2148, 2149, 2151, 2155, 2158, 2159, 2161, 2162, 2163, 2164, 2165, 2166, 2167, 2168, 2169, 2171, 2172, 2173, 2174, 2175, 2176, 2177, 2178, 2179, 2181, 2182, 2183, 2184, 2185, 2186, 2187, 2188, 2189, 2191, 2192, 2193, 2194, 2195, 2196, 2197, 2198, 2199, 2202, 2246, 2305, 2306, 2308, 2309, 2311, 2312, 2313, 2321, 2322, 2324, 2325, 2337, 2338, 2339, 2355, 2356, 2357, 2358, 2359, 2361, 2362, 2363, 2364, 2365, 2366, 2367, 2368, 2369, 2371, 2372, 2373, 2374, 2375, 2376, 2377, 2378, 2379, 2381, 2382, 2383, 2384, 2385, 2386, 2387, 2388, 2389, 2476, 2477, 2478, 2495, 2502, 2503, 2504, 2505, 2506, 2507, 2508, 2509, 2526, 2528, 2529, 2532, 2533, 2536, 2537, 2538, 2539, 2548, 2564, 2573, 2574, 2575, 2576, 2579, 2588, 2589, 2592, 2593, 2594, 2595, 2596, 2597, 2598, 2599, 2608, 2609, 2613, 2614, 2615, 2619, 2627, 2628, 2629, 2638, 2639, 2645, 2649, 2655, 2656, 2657, 2658, 2659, 2666, 2667, 2668, 2669, 2677, 2678, 2679, 2688, 2691, 2699, 2729, 2737, 2738, 2739, 2755, 2756, 2757, 2758, 2759, 2766, 2767, 2768, 2769, 2771, 2772, 2773, 2774, 2775, 2776, 2777, 2778, 2779, 2786, 2787, 2788, 2789, 2922, 2924, 2925, 2926, 2927, 2928, 2933, 2935, 2936, 2937, 2938, 2985, 2988, 3004, 3103, 3133, 3186, 3201, 3202, 3204, 3206, 3215, 3232, 3238, 3245, 3246, 3294, 3296, 3297, 3298, 3299, 3318, 3321, 3336, 3343, 3376, 3377, 3382, 3383, 3384, 3411, 3434, 3503, 3505, 3515, 3538, 3543, 3544, 3545, 3546, 3554, 3555, 3556, 3562, 3563, 3565, 3566, 3568, 3569, 3571, 3572, 3573, 3576, 3577, 3578, 3579, 3581, 3582, 3583, 3584, 3585, 3586, 3587, 3589, 3593, 3594, 3595, 3596, 3597, 3598, 3627, 3628, 3629, 3633, 3636, 3637, 3638, 3657, 3703, 3705, 3713, 3715, 3728, 3729, 3736, 3737, 3738, 3757, 3774, 3775, 3787, 3791, 3792, 3795, 3796, 3797, 3798, 3799, 3804, 3805, 3807, 3809, 3843, 3852, 3853, 3854, 3867, 3869, 3876, 3878, 3881, 3883, 3892, 3895, 3905, 3907, 3913, 3927, 3929, 3938, 3967, 3968, 3969, 3996, 4004, 4009, 4301, 4303, 4304, 4305, 4306, 4307, 4308, 4309, 4311, 4312, 4313, 4316, 4317, 4318, 4319, 4321, 4322, 4323, 4324, 4325, 4326, 4327, 4328, 4329, 4371, 4372, 4373, 4374, 4375, 4376, 4377, 4378, 4379, 4381, 4382, 4383, 4384, 4385, 4386, 4387, 4388, 4389, 4506, 4551, 4552, 4553, 4554, 4556, 4557, 4558, 4559, 4561, 4562, 4563, 4564, 4565, 4566, 4567, 4568, 4569, 4571, 4572, 4573, 4574, 4575, 4801, 4802, 4803, 4804, 5186 |
| Epsilon                                 | 3196 |
| ETML                                    | 3400 |
| Global Crossing                         | 3956, 3958, 4949 |
| GT Group                                | 3042 |
| GVT                                     | 2525, 3027, 3028, 3041, 3075, 3076, 3524, 3525, 3526, 3527, 3528, 3529, 3614, 4007, 4052, 4064, 4081, 4082, 4083, 4084, 4085, 4095, 4096, 4097 |
| Hello Brazil                            | 3132 |
| Hoje                                    | 3090 |
| IDT                                     | 3195, 3995 |
| Intelig                                 | 3099, 3127, 3301, 3303, 3305, 3320, 3323, 3523, 3557, 3626, 3634, 4003 |
| NetFone via Embratel (sob o Net Virtua) | 2121, 2157, 2307, 2501, 2534, 3205, 3213, 3368, 3375, 3477, 3539, 3542, 3564, 3567, 3624, 3926 |
| Nexus Telecomunicacoes                  | 3777 |
| Oi                                      | 3131, 5212, 5213 |
| Sermatel                                | 3181, 4118 |
| Smart Telecom                           | 2500 |
| Talk Telecom (fixo)                     | 4040-4000 até 4040-4999 |
| Telefree                                | 3574, 3575 |
| Intelig (TIM)                           | 4102 - 4106 - 4107 - 4111 - 4112 |
| TLeste                                  | 2908 |
| Tmais                                   | 2626 |
| Transit                                 | 2730, 3010, 3020, 3070, 3511, 3937 / Skype via Transit: 3013, 3711, 3717 |
| TVA Voz (Hip Telecom)                   | 2424, 2828 |
| Vono (GVT)                              | 3522, 4062, 4063 |